# Dundee Derby

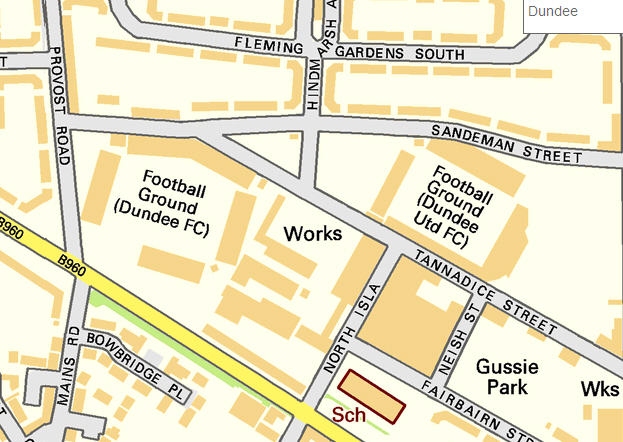
Die Karte zeigt die Nähe zwischen dem Dens Park des FC Dundee und dem Tannadice Park von Dundee United.

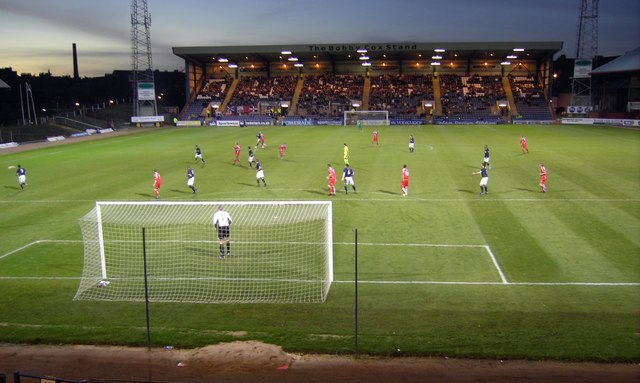
Der 1899 errichtete Dens Park des FC Dundee

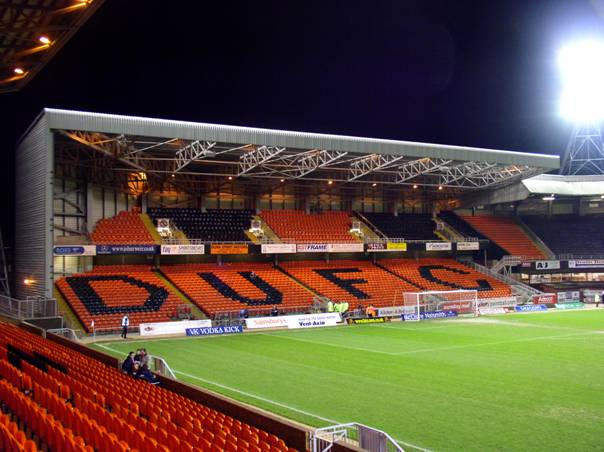
Der 1882 entstandene Tannadice Park von Dundee United

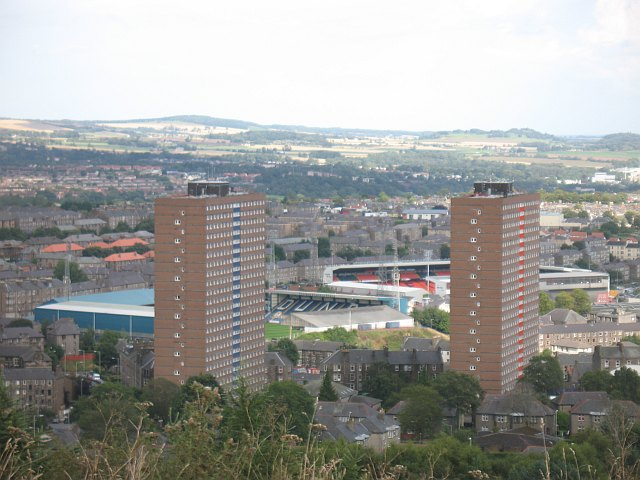
Blick auf die beiden Stadien

Als Dundee Derby werden die Stadtderbys zwischen den Fußballclubs FC Dundee (auch The Dees oder The Dark Blues genannt) und Dundee United (auch The Tangerines oder The Terrors genannt) bezeichnet. Das erste Aufeinandertreffen zwischen den Clubs der viertgrößten schottischen Stadt Dundee geht in das Jahr 1925 zurück. Besondere Brisanz liegt darin, dass die Stadien der beiden Clubs an der Tannadice Street nur einen kurzen Fußweg voneinander entfernt stehen.

## Geschichte
Zunächst wurde der FC Dundee im Jahr 1893 durch den Zusammenschluss der Fußballclubs Dundee Our Boys und Dundee East End gegründet. Nach dem Vorbild der irisch-katholische Gemeinde in Edinburgh, die Hibernian Edinburgh im Jahr 1875 gründete, wurde 1879 der Fußballverein Dundee Harp FC aus der Taufe gehoben. Nach dessen Niedergang entstand 1909 der Nachfolgeverein Dundee Hibernian, der sich 1923 in Dundee United umbenannte. Entgegen dem traditionsreichen Derby Old Firm zwischen den beiden Glasgower Vereinen Celtic und den Rangers wird das Dundee Derby nicht extrem durch die religiösen Gegensätze mit dem Hass zwischen den katholischen und protestantischen Anhängern bestimmt.
Das erste Pflichtspielderby geht auf den 21. November 1925 zurück. Die Partie der Scottish Football League Division One in der Saison 1925/26 endete mit einem 0:0-Unentschieden vor 18.000 Zuschauern. Bis in die 1960er Jahre war der FC Dundee die dominierende Mannschaft in diesem Duell. Dabei feierten die Dark Blues 1962 ihren bisher einzigen schottischen Meistertitel. Im Jahr darauf stieß der Verein in das Halbfinale des Europapokals der Landesmeister 1962/63 vor, dort aber am italienischen Vertreter AC Mailand scheiterte. Des Weiteren stehen ein Gewinn des Scottish FA Cup 1910 und drei Erfolge im Scottish League Cup (1952, 1953, 1974) zu Buche.
Die erfolgreichste Zeit der Tangerines lag in den 1980er Jahren. 1983 konnte die bisher einzige schottische Meisterschaft gefeiert werden. Zuvor gelang 1980 und 1981 der Gewinn des Scottish League Cup. Das League-Cup-Finale 1981 ist bisher das einzige Endspiel, in dem sich die beiden Kontrahenten gegenüber standen. In der UEFA-Pokal-Saison 1986/87 stand man im Finale des Wettbewerbs, letztendlich unterlag der D.U.F.C in zwei Finalspielen dem IFK Göteborg. Im Scottish FA Cup ging Dundee United 1994 und 2010 als Sieger hervor.
Als einziges Derby fand das Halbfinale im Scottish FA Cup 1986/87 auf neutralem Boden im Tynecastle Stadium von Edinburgh statt.
Neben dem Dundee Derby bestreitet Dundee United ein weiteres traditionsreiches Derby im schottischen Fußball. Die Spiele gegen den FC Aberdeen werden als New Firm, in Anlehnung an das Glasgower Old Firm, bezeichnet. Der Name entstand in den 1980er Jahren, als beide Vereine ihre erfolgreichste Zeit hatten und mehrere nationale und internationale Titel gewannen.

## Statistik
Die Vereine standen sich in 90 Jahren über 160-mal in Liga-, Pokal- und Ligapokal-Begegnungen gegenüber. Dabei konnte United knapp die Hälfte der Partien für sich entscheiden.
| Stand: 16. März 2025 | Dundee United | – | FC Dundee |
| -------------------- | ------------- | - | --------- |

| Wettbewerb | Spiele | Siege | Remis | Siege |
| --- | ------ | ----- | ----- | ----- |
| Scottish Football League Division One Scottish Football League Premier Division Scottish Premier League Scottish Premiership Scottish Football League First Division Scottish Football League Division Two Scottish Championship | 143    | 67    | 34    | 42    |
| Scottish FA Cup | 19     | 8     | 7     | 4     |
| Scottish League Cup | 16     | 7     | 4     | 5     |
| Gesamt | 178    | 82    | 45    | 51    |

## Liste der Pflichtspiele
| Nr.   | Saison | Datum | Heim | Gast | Ergebnis | Austragungsort | Zuschauer |
| ----- | --- | --- | --- | --- | --- | --- | --- |
| 01.   | Scottish Football League Division One 1925/26                                                                                                | 21. Nov. 1925 | FC Dundee | Dundee United | 0:0 | Dens Park | 18.000 |
| Tore: | Fehlanzeige | Fehlanzeige | Fehlanzeige | Fehlanzeige | Fehlanzeige | Fehlanzeige | Fehlanzeige |
| 02.   | Scottish Football League Division One 1925/26                                                                                                | 4. Jan. 1926 | Dundee United | FC Dundee | 0:1 | Tannadice Park | 20.059 |
| Tore: | FC Dundee: Davie McLean | FC Dundee: Davie McLean | FC Dundee: Davie McLean | FC Dundee: Davie McLean | FC Dundee: Davie McLean | FC Dundee: Davie McLean | FC Dundee: Davie McLean |
| 03.   | Scottish Football League Division One 1926/27                                                                                                | 28. Aug. 1926 | FC Dundee | Dundee United | 5:0 | Dens Park | 20.000 |
| Tore: | FC Dundee: Andy Campbell (4), Jim Meagher | FC Dundee: Andy Campbell (4), Jim Meagher | FC Dundee: Andy Campbell (4), Jim Meagher | FC Dundee: Andy Campbell (4), Jim Meagher | FC Dundee: Andy Campbell (4), Jim Meagher | FC Dundee: Andy Campbell (4), Jim Meagher | FC Dundee: Andy Campbell (4), Jim Meagher |
| 04.   | Scottish Football League Division One 1926/27                                                                                                | 3. Jan. 1927 | Dundee United | FC Dundee | 1:0 | Tannadice Park | 20.000 |
| Tore: | Dundee United: Jock Kay | Dundee United: Jock Kay | Dundee United: Jock Kay | Dundee United: Jock Kay | Dundee United: Jock Kay | Dundee United: Jock Kay | Dundee United: Jock Kay |
| 05.   | Scottish FA Cup 1927/28–2. Runde | 4. Feb. 1928 | Dundee United | FC Dundee | 3:3 | Tannadice Park | 20.365 |
| Tore: | Dundee United: Fred Whitlow (2), George Lawley, FC Dundee: D. Hutchison (2), Jacky Kay                                                       | Dundee United: Fred Whitlow (2), George Lawley, FC Dundee: D. Hutchison (2), Jacky Kay                                                       | Dundee United: Fred Whitlow (2), George Lawley, FC Dundee: D. Hutchison (2), Jacky Kay                                                       | Dundee United: Fred Whitlow (2), George Lawley, FC Dundee: D. Hutchison (2), Jacky Kay                                                       | Dundee United: Fred Whitlow (2), George Lawley, FC Dundee: D. Hutchison (2), Jacky Kay                                                       | Dundee United: Fred Whitlow (2), George Lawley, FC Dundee: D. Hutchison (2), Jacky Kay                                                       | Dundee United: Fred Whitlow (2), George Lawley, FC Dundee: D. Hutchison (2), Jacky Kay                                                       |
| 06.   | Scottish FA Cup 1927/28–2. Runde–Wiederholung                                                                                                | 8. Feb. 1928 | FC Dundee | Dundee United | 1:0 | Dens Park | 12.839 |
| Tore: | FC Dundee: Willie O’Hare | FC Dundee: Willie O’Hare | FC Dundee: Willie O’Hare | FC Dundee: Willie O’Hare | FC Dundee: Willie O’Hare | FC Dundee: Willie O’Hare | FC Dundee: Willie O’Hare |
| 07.   | Scottish FA Cup 1928/29–3. Runde | 16. Feb. 1929 | FC Dundee | Dundee United | 1:1 | Dens Park | 24.000 |
| Tore: | FC Dundee: George Lawley, Dundee United: D. Hutchison                                                                                        | FC Dundee: George Lawley, Dundee United: D. Hutchison                                                                                        | FC Dundee: George Lawley, Dundee United: D. Hutchison                                                                                        | FC Dundee: George Lawley, Dundee United: D. Hutchison                                                                                        | FC Dundee: George Lawley, Dundee United: D. Hutchison                                                                                        | FC Dundee: George Lawley, Dundee United: D. Hutchison                                                                                        | FC Dundee: George Lawley, Dundee United: D. Hutchison                                                                                        |
| 08.   | Scottish FA Cup 1928/29–3. Runde–Wiederholung                                                                                                | 20. Feb. 1929 | Dundee United | FC Dundee | 1:0 | Tannadice Park | 14.000 |
| Tore: | Dundee United: G. Henderson | Dundee United: G. Henderson | Dundee United: G. Henderson | Dundee United: G. Henderson | Dundee United: G. Henderson | Dundee United: G. Henderson | Dundee United: G. Henderson |
| 09.   | Scottish Football League Division One 1929/30                                                                                                | 31. Aug. 1929 | FC Dundee | Dundee United | 1:0 | Dens Park | 14.200 |
| Tore: | FC Dundee: Frank Townrow | FC Dundee: Frank Townrow | FC Dundee: Frank Townrow | FC Dundee: Frank Townrow | FC Dundee: Frank Townrow | FC Dundee: Frank Townrow | FC Dundee: Frank Townrow |
| 010.  | Scottish Football League Division One 1929/30                                                                                                | 11. Jan. 1930 | Dundee United | FC Dundee | 0:1 | Tannadice Park | 16.000 |
| Tore: | FC Dundee: Andy Campbell | FC Dundee: Andy Campbell | FC Dundee: Andy Campbell | FC Dundee: Andy Campbell | FC Dundee: Andy Campbell | FC Dundee: Andy Campbell | FC Dundee: Andy Campbell |
| 011.  | Scottish Football League Division One 1931/32                                                                                                | 12. Sep. 1931 | FC Dundee | Dundee United | 1:1 | Dens Park | 17.000 |
| Tore: | FC Dundee: Andy Campbell, Dundee United: H. Brant                                                                                            | FC Dundee: Andy Campbell, Dundee United: H. Brant                                                                                            | FC Dundee: Andy Campbell, Dundee United: H. Brant                                                                                            | FC Dundee: Andy Campbell, Dundee United: H. Brant                                                                                            | FC Dundee: Andy Campbell, Dundee United: H. Brant                                                                                            | FC Dundee: Andy Campbell, Dundee United: H. Brant                                                                                            | FC Dundee: Andy Campbell, Dundee United: H. Brant                                                                                            |
| 012.  | Scottish Football League Division One 1931/32                                                                                                | 2. Jan. 1932 | Dundee United | FC Dundee | 0:3 | Tannadice Park | 16.000 |
| Tore: | FC Dundee: Andy Campbell (2), Davie Balfour                                                                                                  | FC Dundee: Andy Campbell (2), Davie Balfour                                                                                                  | FC Dundee: Andy Campbell (2), Davie Balfour                                                                                                  | FC Dundee: Andy Campbell (2), Davie Balfour                                                                                                  | FC Dundee: Andy Campbell (2), Davie Balfour                                                                                                  | FC Dundee: Andy Campbell (2), Davie Balfour                                                                                                  | FC Dundee: Andy Campbell (2), Davie Balfour                                                                                                  |
| 013.  | Scottish Football League Division Two 1938/39                                                                                                | 17. Sep. 1938 | Dundee United | FC Dundee | 3:0 | Tannadice Park | 10.523 |
| Tore: | Dundee United: Horace Woolley (2), Andrew Meikleham                                                                                          | Dundee United: Horace Woolley (2), Andrew Meikleham                                                                                          | Dundee United: Horace Woolley (2), Andrew Meikleham                                                                                          | Dundee United: Horace Woolley (2), Andrew Meikleham                                                                                          | Dundee United: Horace Woolley (2), Andrew Meikleham                                                                                          | Dundee United: Horace Woolley (2), Andrew Meikleham                                                                                          | Dundee United: Horace Woolley (2), Andrew Meikleham                                                                                          |
| 014.  | Scottish Football League Division Two 1938/39                                                                                                | 18. März 1939 | FC Dundee | Dundee United | 2:0 | Dens Park | 12.500 |
| Tore: | FC Dundee: Charlie McGillivray, Bobby Wilson                                                                                                 | FC Dundee: Charlie McGillivray, Bobby Wilson                                                                                                 | FC Dundee: Charlie McGillivray, Bobby Wilson                                                                                                 | FC Dundee: Charlie McGillivray, Bobby Wilson                                                                                                 | FC Dundee: Charlie McGillivray, Bobby Wilson                                                                                                 | FC Dundee: Charlie McGillivray, Bobby Wilson                                                                                                 | FC Dundee: Charlie McGillivray, Bobby Wilson                                                                                                 |
| 015.  | Scottish Football League Division Two 1946/47                                                                                                | 24. Aug. 1946 | Dundee United | FC Dundee | 1:2 | Tannadice Park | 21.000 |
| Tore: | Dundee United: George Mackay, FC Dundee: Bert Juliussen, Ronnie Turnbull                                                                     | Dundee United: George Mackay, FC Dundee: Bert Juliussen, Ronnie Turnbull                                                                     | Dundee United: George Mackay, FC Dundee: Bert Juliussen, Ronnie Turnbull                                                                     | Dundee United: George Mackay, FC Dundee: Bert Juliussen, Ronnie Turnbull                                                                     | Dundee United: George Mackay, FC Dundee: Bert Juliussen, Ronnie Turnbull                                                                     | Dundee United: George Mackay, FC Dundee: Bert Juliussen, Ronnie Turnbull                                                                     | Dundee United: George Mackay, FC Dundee: Bert Juliussen, Ronnie Turnbull                                                                     |
| 016.  | Scottish Football League Division Two 1946/47                                                                                                | 1. Jan. 1947 | FC Dundee | Dundee United | 2:0 | Dens Park | 24.000 |
| Tore: | FC Dundee: Ronnie Turnbull, Ernie Ewen | FC Dundee: Ronnie Turnbull, Ernie Ewen | FC Dundee: Ronnie Turnbull, Ernie Ewen | FC Dundee: Ronnie Turnbull, Ernie Ewen | FC Dundee: Ronnie Turnbull, Ernie Ewen | FC Dundee: Ronnie Turnbull, Ernie Ewen | FC Dundee: Ronnie Turnbull, Ernie Ewen |
| 017.  | Scottish FA Cup 1950/51–1. Runde | 27. Jan. 1951 | FC Dundee | Dundee United | 2:2 | Dens Park | 38.000 |
| Tore: | FC Dundee: Alfie Boyd, Ernie Ewen, Dundee United: Peter McKay, Andy Dunsmore                                                                 | FC Dundee: Alfie Boyd, Ernie Ewen, Dundee United: Peter McKay, Andy Dunsmore                                                                 | FC Dundee: Alfie Boyd, Ernie Ewen, Dundee United: Peter McKay, Andy Dunsmore                                                                 | FC Dundee: Alfie Boyd, Ernie Ewen, Dundee United: Peter McKay, Andy Dunsmore                                                                 | FC Dundee: Alfie Boyd, Ernie Ewen, Dundee United: Peter McKay, Andy Dunsmore                                                                 | FC Dundee: Alfie Boyd, Ernie Ewen, Dundee United: Peter McKay, Andy Dunsmore                                                                 | FC Dundee: Alfie Boyd, Ernie Ewen, Dundee United: Peter McKay, Andy Dunsmore                                                                 |
| 018.  | Scottish FA Cup 1950/51–1. Runde–Wiederholung                                                                                                | 31. Jan. 1951 | Dundee United | FC Dundee | 0:1 | Tannadice Park | 22.000 |
| Tore: | FC Dundee: Billy Steel | FC Dundee: Billy Steel | FC Dundee: Billy Steel | FC Dundee: Billy Steel | FC Dundee: Billy Steel | FC Dundee: Billy Steel | FC Dundee: Billy Steel |
| 019.  | Scottish FA Cup 1955/56–5. Runde | 4. Feb. 1956 | Dundee United | FC Dundee | 2:2 | Tannadice Park | 20.000 |
| Tore: | Dundee United: Maurice Milne (2), FC Dundee: Ian Stables, George Merchant                                                                    | Dundee United: Maurice Milne (2), FC Dundee: Ian Stables, George Merchant                                                                    | Dundee United: Maurice Milne (2), FC Dundee: Ian Stables, George Merchant                                                                    | Dundee United: Maurice Milne (2), FC Dundee: Ian Stables, George Merchant                                                                    | Dundee United: Maurice Milne (2), FC Dundee: Ian Stables, George Merchant                                                                    | Dundee United: Maurice Milne (2), FC Dundee: Ian Stables, George Merchant                                                                    | Dundee United: Maurice Milne (2), FC Dundee: Ian Stables, George Merchant                                                                    |
| 020.  | Scottish FA Cup 1955/56–5. Runde–Wiederholung                                                                                                | 8. Feb. 1956 | FC Dundee | Dundee United | 3:0 | Dens Park | 17.000 |
| Tore: | FC Dundee: George Merchant, Ian Stables, Bobby Henderson                                                                                     | FC Dundee: George Merchant, Ian Stables, Bobby Henderson                                                                                     | FC Dundee: George Merchant, Ian Stables, Bobby Henderson                                                                                     | FC Dundee: George Merchant, Ian Stables, Bobby Henderson                                                                                     | FC Dundee: George Merchant, Ian Stables, Bobby Henderson                                                                                     | FC Dundee: George Merchant, Ian Stables, Bobby Henderson                                                                                     | FC Dundee: George Merchant, Ian Stables, Bobby Henderson                                                                                     |
| 021.  | Scottish League Cup 1956/57–Viertelfinale–Hinspiel                                                                                           | 12. Sep. 1956 | FC Dundee | Dundee United | 7:3 | Dens Park | 20.000 |
| Tore: | FC Dundee: Chalmers (3), Black, Christie, O’Hara, Merchant, Dundee United: Jimmy Reid (2), David Sturrock                                    | FC Dundee: Chalmers (3), Black, Christie, O’Hara, Merchant, Dundee United: Jimmy Reid (2), David Sturrock                                    | FC Dundee: Chalmers (3), Black, Christie, O’Hara, Merchant, Dundee United: Jimmy Reid (2), David Sturrock                                    | FC Dundee: Chalmers (3), Black, Christie, O’Hara, Merchant, Dundee United: Jimmy Reid (2), David Sturrock                                    | FC Dundee: Chalmers (3), Black, Christie, O’Hara, Merchant, Dundee United: Jimmy Reid (2), David Sturrock                                    | FC Dundee: Chalmers (3), Black, Christie, O’Hara, Merchant, Dundee United: Jimmy Reid (2), David Sturrock                                    | FC Dundee: Chalmers (3), Black, Christie, O’Hara, Merchant, Dundee United: Jimmy Reid (2), David Sturrock                                    |
| 022.  | Scottish League Cup 1956/57–Viertelfinale–Rückspiel                                                                                          | 15. Sep. 1956 | Dundee United | FC Dundee | 2:1 | Tannadice Park | 14.000 |
| Tore: | Dundee United: Jimmy Reid, Maurice Milne, FC Dundee: George Merchant                                                                         | Dundee United: Jimmy Reid, Maurice Milne, FC Dundee: George Merchant                                                                         | Dundee United: Jimmy Reid, Maurice Milne, FC Dundee: George Merchant                                                                         | Dundee United: Jimmy Reid, Maurice Milne, FC Dundee: George Merchant                                                                         | Dundee United: Jimmy Reid, Maurice Milne, FC Dundee: George Merchant                                                                         | Dundee United: Jimmy Reid, Maurice Milne, FC Dundee: George Merchant                                                                         | Dundee United: Jimmy Reid, Maurice Milne, FC Dundee: George Merchant                                                                         |
| 023.  | Scottish Football League Division One 1960/61                                                                                                | 17. Sep. 1960 | Dundee United | FC Dundee | 3:1 | Tannadice Park | 20.000 |
| Tore: | Dundee United: Tommy Campbell (2), Jimmy Briggs, FC Dundee: Andy Penman                                                                      | Dundee United: Tommy Campbell (2), Jimmy Briggs, FC Dundee: Andy Penman                                                                      | Dundee United: Tommy Campbell (2), Jimmy Briggs, FC Dundee: Andy Penman                                                                      | Dundee United: Tommy Campbell (2), Jimmy Briggs, FC Dundee: Andy Penman                                                                      | Dundee United: Tommy Campbell (2), Jimmy Briggs, FC Dundee: Andy Penman                                                                      | Dundee United: Tommy Campbell (2), Jimmy Briggs, FC Dundee: Andy Penman                                                                      | Dundee United: Tommy Campbell (2), Jimmy Briggs, FC Dundee: Andy Penman                                                                      |
| 024.  | Scottish Football League Division One 1960/61                                                                                                | 7. Jan. 1961 | FC Dundee | Dundee United | 3:0 | Dens Park | 22.000 |
| Tore: | FC Dundee: Bobby Wishart (2), Bobby Adamson                                                                                                  | FC Dundee: Bobby Wishart (2), Bobby Adamson                                                                                                  | FC Dundee: Bobby Wishart (2), Bobby Adamson                                                                                                  | FC Dundee: Bobby Wishart (2), Bobby Adamson                                                                                                  | FC Dundee: Bobby Wishart (2), Bobby Adamson                                                                                                  | FC Dundee: Bobby Wishart (2), Bobby Adamson                                                                                                  | FC Dundee: Bobby Wishart (2), Bobby Adamson                                                                                                  |
| 025.  | Scottish Football League Division One 1961/62                                                                                                | 9. Sep. 1961 | FC Dundee | Dundee United | 4:1 | Dens Park | 18.765 |
| Tore: | FC Dundee: Andy Penman, Gordon Smith, Briggs O.G., Robertson, Dundee United: Dennis Gillespie                                                | FC Dundee: Andy Penman, Gordon Smith, Briggs O.G., Robertson, Dundee United: Dennis Gillespie                                                | FC Dundee: Andy Penman, Gordon Smith, Briggs O.G., Robertson, Dundee United: Dennis Gillespie                                                | FC Dundee: Andy Penman, Gordon Smith, Briggs O.G., Robertson, Dundee United: Dennis Gillespie                                                | FC Dundee: Andy Penman, Gordon Smith, Briggs O.G., Robertson, Dundee United: Dennis Gillespie                                                | FC Dundee: Andy Penman, Gordon Smith, Briggs O.G., Robertson, Dundee United: Dennis Gillespie                                                | FC Dundee: Andy Penman, Gordon Smith, Briggs O.G., Robertson, Dundee United: Dennis Gillespie                                                |
| 026.  | Scottish Football League Division One 1961/62                                                                                                | 9. Apr. 1962 | Dundee United | FC Dundee | 1:2 | Tannadice Park | 21.138 |
| Tore: | Dundee United: Jim Irvine, FC Dundee: Alan Gilzean (2)                                                                                       | Dundee United: Jim Irvine, FC Dundee: Alan Gilzean (2)                                                                                       | Dundee United: Jim Irvine, FC Dundee: Alan Gilzean (2)                                                                                       | Dundee United: Jim Irvine, FC Dundee: Alan Gilzean (2)                                                                                       | Dundee United: Jim Irvine, FC Dundee: Alan Gilzean (2)                                                                                       | Dundee United: Jim Irvine, FC Dundee: Alan Gilzean (2)                                                                                       | Dundee United: Jim Irvine, FC Dundee: Alan Gilzean (2)                                                                                       |
| 027.  | Scottish League Cup 1962/63–Gruppe 2 | 11. Aug. 1962 | Dundee United | FC Dundee | 3:2 | Tannadice Park | 22.917 |
| Tore: | Dundee United: Walter Carlyle (2), Jim Irvine, FC Dundee: Alan Gilzean (2)                                                                   | Dundee United: Walter Carlyle (2), Jim Irvine, FC Dundee: Alan Gilzean (2)                                                                   | Dundee United: Walter Carlyle (2), Jim Irvine, FC Dundee: Alan Gilzean (2)                                                                   | Dundee United: Walter Carlyle (2), Jim Irvine, FC Dundee: Alan Gilzean (2)                                                                   | Dundee United: Walter Carlyle (2), Jim Irvine, FC Dundee: Alan Gilzean (2)                                                                   | Dundee United: Walter Carlyle (2), Jim Irvine, FC Dundee: Alan Gilzean (2)                                                                   | Dundee United: Walter Carlyle (2), Jim Irvine, FC Dundee: Alan Gilzean (2)                                                                   |
| 028.  | Scottish League Cup 1962/63–Gruppe 2 | 25. Aug. 1962 | FC Dundee | Dundee United | 2:1 | Dens Park | 18.493 |
| Tore: | FC Dundee: Gordon Smith (2), Dundee United: Walter Carlyle (2), Jim Irvine                                                                   | FC Dundee: Gordon Smith (2), Dundee United: Walter Carlyle (2), Jim Irvine                                                                   | FC Dundee: Gordon Smith (2), Dundee United: Walter Carlyle (2), Jim Irvine                                                                   | FC Dundee: Gordon Smith (2), Dundee United: Walter Carlyle (2), Jim Irvine                                                                   | FC Dundee: Gordon Smith (2), Dundee United: Walter Carlyle (2), Jim Irvine                                                                   | FC Dundee: Gordon Smith (2), Dundee United: Walter Carlyle (2), Jim Irvine                                                                   | FC Dundee: Gordon Smith (2), Dundee United: Walter Carlyle (2), Jim Irvine                                                                   |
| 029.  | Scottish Football League Division One 1962/63                                                                                                | 15. Sep. 1962 | Dundee United | FC Dundee | 1:1 | Tannadice Park | 15.627 |
| Tore: | Dundee United: Walter Carlyle, FC Dundee: Alan Cousin                                                                                        | Dundee United: Walter Carlyle, FC Dundee: Alan Cousin                                                                                        | Dundee United: Walter Carlyle, FC Dundee: Alan Cousin                                                                                        | Dundee United: Walter Carlyle, FC Dundee: Alan Cousin                                                                                        | Dundee United: Walter Carlyle, FC Dundee: Alan Cousin                                                                                        | Dundee United: Walter Carlyle, FC Dundee: Alan Cousin                                                                                        | Dundee United: Walter Carlyle, FC Dundee: Alan Cousin                                                                                        |
| 030.  | Scottish Football League Division One 1962/63                                                                                                | 17. Apr. 1963 | FC Dundee | Dundee United | 1:2 | Dens Park | 14.967 |
| Tore: | FC Dundee: Bobby Waddell, Dundee United: Neil Mochan, Ian Mitchell                                                                           | FC Dundee: Bobby Waddell, Dundee United: Neil Mochan, Ian Mitchell                                                                           | FC Dundee: Bobby Waddell, Dundee United: Neil Mochan, Ian Mitchell                                                                           | FC Dundee: Bobby Waddell, Dundee United: Neil Mochan, Ian Mitchell                                                                           | FC Dundee: Bobby Waddell, Dundee United: Neil Mochan, Ian Mitchell                                                                           | FC Dundee: Bobby Waddell, Dundee United: Neil Mochan, Ian Mitchell                                                                           | FC Dundee: Bobby Waddell, Dundee United: Neil Mochan, Ian Mitchell                                                                           |
| 031.  | Scottish Football League Division One 1963/64                                                                                                | 14. Sep. 1963 | FC Dundee | Dundee United | 1:1 | Dens Park | 20.945 |
| Tore: | FC Dundee: Alan Gilzean, Dundee United: Ian Mitchell                                                                                         | FC Dundee: Alan Gilzean, Dundee United: Ian Mitchell                                                                                         | FC Dundee: Alan Gilzean, Dundee United: Ian Mitchell                                                                                         | FC Dundee: Alan Gilzean, Dundee United: Ian Mitchell                                                                                         | FC Dundee: Alan Gilzean, Dundee United: Ian Mitchell                                                                                         | FC Dundee: Alan Gilzean, Dundee United: Ian Mitchell                                                                                         | FC Dundee: Alan Gilzean, Dundee United: Ian Mitchell                                                                                         |
| 032.  | Scottish Football League Division One 1963/64                                                                                                | 2. Jan. 1964 | Dundee United | FC Dundee | 2:1 | Tannadice Park | 21.255 |
| Tore: | Dundee United: Ian Mitchell (2), FC Dundee: Alan Gilzean                                                                                     | Dundee United: Ian Mitchell (2), FC Dundee: Alan Gilzean                                                                                     | Dundee United: Ian Mitchell (2), FC Dundee: Alan Gilzean                                                                                     | Dundee United: Ian Mitchell (2), FC Dundee: Alan Gilzean                                                                                     | Dundee United: Ian Mitchell (2), FC Dundee: Alan Gilzean                                                                                     | Dundee United: Ian Mitchell (2), FC Dundee: Alan Gilzean                                                                                     | Dundee United: Ian Mitchell (2), FC Dundee: Alan Gilzean                                                                                     |
| 033.  | Scottish League Cup 1964/65–Gruppe 4 | 8. Aug. 1964 | FC Dundee | Dundee United | 2:3 | Dens Park | 16.773 |
| Tore: | FC Dundee: Andy Penman, Bobby Waddell, Dundee United: Dennis Gillespie, Lewis Thom, Frank Munro                                              | FC Dundee: Andy Penman, Bobby Waddell, Dundee United: Dennis Gillespie, Lewis Thom, Frank Munro                                              | FC Dundee: Andy Penman, Bobby Waddell, Dundee United: Dennis Gillespie, Lewis Thom, Frank Munro                                              | FC Dundee: Andy Penman, Bobby Waddell, Dundee United: Dennis Gillespie, Lewis Thom, Frank Munro                                              | FC Dundee: Andy Penman, Bobby Waddell, Dundee United: Dennis Gillespie, Lewis Thom, Frank Munro                                              | FC Dundee: Andy Penman, Bobby Waddell, Dundee United: Dennis Gillespie, Lewis Thom, Frank Munro                                              | FC Dundee: Andy Penman, Bobby Waddell, Dundee United: Dennis Gillespie, Lewis Thom, Frank Munro                                              |
| 034.  | Scottish League Cup 1964/65–Gruppe 4 | 22. Aug. 1964 | Dundee United | FC Dundee | 2:1 | Tannadice Park | 14.519 |
| Tore: | Dundee United: Johnny Graham, Frank Munro, FC Dundee: Alex Stuart                                                                            | Dundee United: Johnny Graham, Frank Munro, FC Dundee: Alex Stuart                                                                            | Dundee United: Johnny Graham, Frank Munro, FC Dundee: Alex Stuart                                                                            | Dundee United: Johnny Graham, Frank Munro, FC Dundee: Alex Stuart                                                                            | Dundee United: Johnny Graham, Frank Munro, FC Dundee: Alex Stuart                                                                            | Dundee United: Johnny Graham, Frank Munro, FC Dundee: Alex Stuart                                                                            | Dundee United: Johnny Graham, Frank Munro, FC Dundee: Alex Stuart                                                                            |
| 035.  | Scottish Football League Division One 1964/65                                                                                                | 12. Sep. 1964 | Dundee United | FC Dundee | 1:4 | Tannadice Park | 16.838 |
| Tore: | Dundee United: Lewis Thom, FC Dundee: Jocky Scott (2), Alan Cousin, Bobby Waddell                                                            | Dundee United: Lewis Thom, FC Dundee: Jocky Scott (2), Alan Cousin, Bobby Waddell                                                            | Dundee United: Lewis Thom, FC Dundee: Jocky Scott (2), Alan Cousin, Bobby Waddell                                                            | Dundee United: Lewis Thom, FC Dundee: Jocky Scott (2), Alan Cousin, Bobby Waddell                                                            | Dundee United: Lewis Thom, FC Dundee: Jocky Scott (2), Alan Cousin, Bobby Waddell                                                            | Dundee United: Lewis Thom, FC Dundee: Jocky Scott (2), Alan Cousin, Bobby Waddell                                                            | Dundee United: Lewis Thom, FC Dundee: Jocky Scott (2), Alan Cousin, Bobby Waddell                                                            |
| 036.  | Scottish Football League Division One 1964/65                                                                                                | 24. März 1965 | FC Dundee | Dundee United | 2:4 | Dens Park | 16.958 |
| Tore: | FC Dundee: Charlie Cooke, Kenny Cameron, Dundee United: Örjan Persson (2), Dennis Gillespie, Finn Døssing                                    | FC Dundee: Charlie Cooke, Kenny Cameron, Dundee United: Örjan Persson (2), Dennis Gillespie, Finn Døssing                                    | FC Dundee: Charlie Cooke, Kenny Cameron, Dundee United: Örjan Persson (2), Dennis Gillespie, Finn Døssing                                    | FC Dundee: Charlie Cooke, Kenny Cameron, Dundee United: Örjan Persson (2), Dennis Gillespie, Finn Døssing                                    | FC Dundee: Charlie Cooke, Kenny Cameron, Dundee United: Örjan Persson (2), Dennis Gillespie, Finn Døssing                                    | FC Dundee: Charlie Cooke, Kenny Cameron, Dundee United: Örjan Persson (2), Dennis Gillespie, Finn Døssing                                    | FC Dundee: Charlie Cooke, Kenny Cameron, Dundee United: Örjan Persson (2), Dennis Gillespie, Finn Døssing                                    |
| 037.  | Scottish League Cup 1965/66–Gruppe 1 | 18. Aug. 1965 | FC Dundee | Dundee United | 0:0 | Dens Park | 23.095 |
| Tore: | Fehlanzeige | Fehlanzeige | Fehlanzeige | Fehlanzeige | Fehlanzeige | Fehlanzeige | Fehlanzeige |
| 038.  | Scottish League Cup 1965/66–Gruppe 1 | 1. Sep. 1965 | Dundee United | FC Dundee | 1:3 | Tannadice Park | 18.705 |
| Tore: | Dundee United: Ian Mitchell, FC Dundee: Kenny Cameron (2), Steve Murray                                                                      | Dundee United: Ian Mitchell, FC Dundee: Kenny Cameron (2), Steve Murray                                                                      | Dundee United: Ian Mitchell, FC Dundee: Kenny Cameron (2), Steve Murray                                                                      | Dundee United: Ian Mitchell, FC Dundee: Kenny Cameron (2), Steve Murray                                                                      | Dundee United: Ian Mitchell, FC Dundee: Kenny Cameron (2), Steve Murray                                                                      | Dundee United: Ian Mitchell, FC Dundee: Kenny Cameron (2), Steve Murray                                                                      | Dundee United: Ian Mitchell, FC Dundee: Kenny Cameron (2), Steve Murray                                                                      |
| 039.  | Scottish Football League Division One 1965/66                                                                                                | 11. Sep. 1965 | FC Dundee | Dundee United | 0:5 | Dens Park | 15.058 |
| Tore: | Dundee United: Finn Døssing (3), Dennis Gillespie, Lennart Wing                                                                              | Dundee United: Finn Døssing (3), Dennis Gillespie, Lennart Wing                                                                              | Dundee United: Finn Døssing (3), Dennis Gillespie, Lennart Wing                                                                              | Dundee United: Finn Døssing (3), Dennis Gillespie, Lennart Wing                                                                              | Dundee United: Finn Døssing (3), Dennis Gillespie, Lennart Wing                                                                              | Dundee United: Finn Døssing (3), Dennis Gillespie, Lennart Wing                                                                              | Dundee United: Finn Døssing (3), Dennis Gillespie, Lennart Wing                                                                              |
| 040.  | Scottish Football League Division One 1965/66                                                                                                | 3. Jan. 1966 | Dundee United | FC Dundee | 2:1 | Tannadice Park | 21.325 |
| Tore: | Dundee United: Ian Mitchell, Finn Seemann, FC Dundee: Steve Murray                                                                           | Dundee United: Ian Mitchell, Finn Seemann, FC Dundee: Steve Murray                                                                           | Dundee United: Ian Mitchell, Finn Seemann, FC Dundee: Steve Murray                                                                           | Dundee United: Ian Mitchell, Finn Seemann, FC Dundee: Steve Murray                                                                           | Dundee United: Ian Mitchell, Finn Seemann, FC Dundee: Steve Murray                                                                           | Dundee United: Ian Mitchell, Finn Seemann, FC Dundee: Steve Murray                                                                           | Dundee United: Ian Mitchell, Finn Seemann, FC Dundee: Steve Murray                                                                           |
| 041.  | Scottish League Cup 1966/67–Gruppe 1 | 13. Aug. 1966 | Dundee United | FC Dundee | 2:0 | Tannadice Park | 13.867 |
| Tore: | Dundee United: Örjan Persson, Billy Hainey                                                                                                   | Dundee United: Örjan Persson, Billy Hainey                                                                                                   | Dundee United: Örjan Persson, Billy Hainey                                                                                                   | Dundee United: Örjan Persson, Billy Hainey                                                                                                   | Dundee United: Örjan Persson, Billy Hainey                                                                                                   | Dundee United: Örjan Persson, Billy Hainey                                                                                                   | Dundee United: Örjan Persson, Billy Hainey                                                                                                   |
| 042.  | Scottish League Cup 1966/67–Gruppe 1 | 27. Aug. 1966 | FC Dundee | Dundee United | 1:1 | Dens Park | 10.087 |
| Tore: | FC Dundee: Andy Penman, Dundee United: Billy Hainey                                                                                          | FC Dundee: Andy Penman, Dundee United: Billy Hainey                                                                                          | FC Dundee: Andy Penman, Dundee United: Billy Hainey                                                                                          | FC Dundee: Andy Penman, Dundee United: Billy Hainey                                                                                          | FC Dundee: Andy Penman, Dundee United: Billy Hainey                                                                                          | FC Dundee: Andy Penman, Dundee United: Billy Hainey                                                                                          | FC Dundee: Andy Penman, Dundee United: Billy Hainey                                                                                          |
| 043.  | Scottish Football League Division One 1966/67                                                                                                | 17. Sep. 1966 | Dundee United | FC Dundee | 1:4 | Tannadice Park | 10.198 |
| Tore: | Dundee United: Ian Mitchell, FC Dundee: Andy Penman (2), Kenny Cameron, Derek McKay                                                          | Dundee United: Ian Mitchell, FC Dundee: Andy Penman (2), Kenny Cameron, Derek McKay                                                          | Dundee United: Ian Mitchell, FC Dundee: Andy Penman (2), Kenny Cameron, Derek McKay                                                          | Dundee United: Ian Mitchell, FC Dundee: Andy Penman (2), Kenny Cameron, Derek McKay                                                          | Dundee United: Ian Mitchell, FC Dundee: Andy Penman (2), Kenny Cameron, Derek McKay                                                          | Dundee United: Ian Mitchell, FC Dundee: Andy Penman (2), Kenny Cameron, Derek McKay                                                          | Dundee United: Ian Mitchell, FC Dundee: Andy Penman (2), Kenny Cameron, Derek McKay                                                          |
| 044.  | Scottish Football League Division One 1966/67                                                                                                | 3. Jan. 1967 | FC Dundee | Dundee United | 2:3 | Dens Park | 17.286 |
| Tore: | FC Dundee: Jocky Scott, Alex Bryce, Dundee United: Jackie Graham (3)                                                                         | FC Dundee: Jocky Scott, Alex Bryce, Dundee United: Jackie Graham (3)                                                                         | FC Dundee: Jocky Scott, Alex Bryce, Dundee United: Jackie Graham (3)                                                                         | FC Dundee: Jocky Scott, Alex Bryce, Dundee United: Jackie Graham (3)                                                                         | FC Dundee: Jocky Scott, Alex Bryce, Dundee United: Jackie Graham (3)                                                                         | FC Dundee: Jocky Scott, Alex Bryce, Dundee United: Jackie Graham (3)                                                                         | FC Dundee: Jocky Scott, Alex Bryce, Dundee United: Jackie Graham (3)                                                                         |
| 045.  | Scottish Football League Division One 1967/68                                                                                                | 16. Sep. 1967 | FC Dundee | Dundee United | 2:2 | Dens Park | 13.186 |
| Tore: | FC Dundee: Jim McLean, Jocky Scott, Dundee United: Jimmy Briggs, Jimmy Millar                                                                | FC Dundee: Jim McLean, Jocky Scott, Dundee United: Jimmy Briggs, Jimmy Millar                                                                | FC Dundee: Jim McLean, Jocky Scott, Dundee United: Jimmy Briggs, Jimmy Millar                                                                | FC Dundee: Jim McLean, Jocky Scott, Dundee United: Jimmy Briggs, Jimmy Millar                                                                | FC Dundee: Jim McLean, Jocky Scott, Dundee United: Jimmy Briggs, Jimmy Millar                                                                | FC Dundee: Jim McLean, Jocky Scott, Dundee United: Jimmy Briggs, Jimmy Millar                                                                | FC Dundee: Jim McLean, Jocky Scott, Dundee United: Jimmy Briggs, Jimmy Millar                                                                |
| 046.  | Scottish Football League Division One 1967/68                                                                                                | 2. Jan. 1968 | Dundee United | FC Dundee | 0:0 | Tannadice Park | 14.014 |
| Tore: | Fehlanzeige | Fehlanzeige | Fehlanzeige | Fehlanzeige | Fehlanzeige | Fehlanzeige | Fehlanzeige |
| 047.  | Scottish Football League Division One 1968/69                                                                                                | 14. Sep. 1968 | Dundee United | FC Dundee | 3:1 | Tannadice Park | 13.942 |
| Tore: | Dundee United: Ian Mitchell, Wilson Wood, Kenny Cameron, FC Dundee: Roddy Georgeson                                                          | Dundee United: Ian Mitchell, Wilson Wood, Kenny Cameron, FC Dundee: Roddy Georgeson                                                          | Dundee United: Ian Mitchell, Wilson Wood, Kenny Cameron, FC Dundee: Roddy Georgeson                                                          | Dundee United: Ian Mitchell, Wilson Wood, Kenny Cameron, FC Dundee: Roddy Georgeson                                                          | Dundee United: Ian Mitchell, Wilson Wood, Kenny Cameron, FC Dundee: Roddy Georgeson                                                          | Dundee United: Ian Mitchell, Wilson Wood, Kenny Cameron, FC Dundee: Roddy Georgeson                                                          | Dundee United: Ian Mitchell, Wilson Wood, Kenny Cameron, FC Dundee: Roddy Georgeson                                                          |
| 048.  | Scottish Football League Division One 1968/69                                                                                                | 2. Jan. 1969 | FC Dundee | Dundee United | 1:2 | Dens Park | 19.549 |
| Tore: | FC Dundee: Alex Bryce, Dundee United: Ian Mitchell, Davie Hogg                                                                               | FC Dundee: Alex Bryce, Dundee United: Ian Mitchell, Davie Hogg                                                                               | FC Dundee: Alex Bryce, Dundee United: Ian Mitchell, Davie Hogg                                                                               | FC Dundee: Alex Bryce, Dundee United: Ian Mitchell, Davie Hogg                                                                               | FC Dundee: Alex Bryce, Dundee United: Ian Mitchell, Davie Hogg                                                                               | FC Dundee: Alex Bryce, Dundee United: Ian Mitchell, Davie Hogg                                                                               | FC Dundee: Alex Bryce, Dundee United: Ian Mitchell, Davie Hogg                                                                               |
| 049.  | Scottish Football League Division One 1969/70                                                                                                | 20. Sep. 1969 | FC Dundee | Dundee United | 1:2 | Dens Park | 11.888 |
| Tore: | FC Dundee: Gordon Wallace, Dundee United: Alan Gordon, Dennis Gillespie                                                                      | FC Dundee: Gordon Wallace, Dundee United: Alan Gordon, Dennis Gillespie                                                                      | FC Dundee: Gordon Wallace, Dundee United: Alan Gordon, Dennis Gillespie                                                                      | FC Dundee: Gordon Wallace, Dundee United: Alan Gordon, Dennis Gillespie                                                                      | FC Dundee: Gordon Wallace, Dundee United: Alan Gordon, Dennis Gillespie                                                                      | FC Dundee: Gordon Wallace, Dundee United: Alan Gordon, Dennis Gillespie                                                                      | FC Dundee: Gordon Wallace, Dundee United: Alan Gordon, Dennis Gillespie                                                                      |
| 050.  | Scottish Football League Division One 1969/70                                                                                                | 3. Jan. 1970 | Dundee United | FC Dundee | 4:1 | Tannadice Park | 16.891 |
| Tore: | Dundee United: Kenny Cameron (2), Davie Wilson, Eigentor, FC Dundee: Gordon Wallace                                                          | Dundee United: Kenny Cameron (2), Davie Wilson, Eigentor, FC Dundee: Gordon Wallace                                                          | Dundee United: Kenny Cameron (2), Davie Wilson, Eigentor, FC Dundee: Gordon Wallace                                                          | Dundee United: Kenny Cameron (2), Davie Wilson, Eigentor, FC Dundee: Gordon Wallace                                                          | Dundee United: Kenny Cameron (2), Davie Wilson, Eigentor, FC Dundee: Gordon Wallace                                                          | Dundee United: Kenny Cameron (2), Davie Wilson, Eigentor, FC Dundee: Gordon Wallace                                                          | Dundee United: Kenny Cameron (2), Davie Wilson, Eigentor, FC Dundee: Gordon Wallace                                                          |
| 051.  | Scottish Football League Division One 1970/71                                                                                                | 12. Sep. 1970 | Dundee United | FC Dundee | 3:2 | Tannadice Park | 12.319 |
| Tore: | Dundee United: Kenny Cameron, Dennis Gillespie, Alan Gordon, FC Dundee: Joe Gilroy, Jocky Scott                                              | Dundee United: Kenny Cameron, Dennis Gillespie, Alan Gordon, FC Dundee: Joe Gilroy, Jocky Scott                                              | Dundee United: Kenny Cameron, Dennis Gillespie, Alan Gordon, FC Dundee: Joe Gilroy, Jocky Scott                                              | Dundee United: Kenny Cameron, Dennis Gillespie, Alan Gordon, FC Dundee: Joe Gilroy, Jocky Scott                                              | Dundee United: Kenny Cameron, Dennis Gillespie, Alan Gordon, FC Dundee: Joe Gilroy, Jocky Scott                                              | Dundee United: Kenny Cameron, Dennis Gillespie, Alan Gordon, FC Dundee: Joe Gilroy, Jocky Scott                                              | Dundee United: Kenny Cameron, Dennis Gillespie, Alan Gordon, FC Dundee: Joe Gilroy, Jocky Scott                                              |
| 052.  | Scottish Football League Division One 1970/71                                                                                                | 5. Apr. 1971 | FC Dundee | Dundee United | 2:3 | Dens Park | 11.590 |
| Tore: | FC Dundee: Jocky Scott, Jim Steele, Dundee United: Kenny Cameron, Alan Gordon, Alex Reid                                                     | FC Dundee: Jocky Scott, Jim Steele, Dundee United: Kenny Cameron, Alan Gordon, Alex Reid                                                     | FC Dundee: Jocky Scott, Jim Steele, Dundee United: Kenny Cameron, Alan Gordon, Alex Reid                                                     | FC Dundee: Jocky Scott, Jim Steele, Dundee United: Kenny Cameron, Alan Gordon, Alex Reid                                                     | FC Dundee: Jocky Scott, Jim Steele, Dundee United: Kenny Cameron, Alan Gordon, Alex Reid                                                     | FC Dundee: Jocky Scott, Jim Steele, Dundee United: Kenny Cameron, Alan Gordon, Alex Reid                                                     | FC Dundee: Jocky Scott, Jim Steele, Dundee United: Kenny Cameron, Alan Gordon, Alex Reid                                                     |
| 053.  | Scottish Football League Division One 1971/72                                                                                                | 11. Sep. 1971 | FC Dundee | Dundee United | 6:4 | Dens Park | 13.818 |
| Tore: | FC Dundee: Alex Bryce (2), Jocky Scott (2), Gordon Wallace (2), Dundee United: Andy Rolland (2), Alan Gordon, Doug Smith                     | FC Dundee: Alex Bryce (2), Jocky Scott (2), Gordon Wallace (2), Dundee United: Andy Rolland (2), Alan Gordon, Doug Smith                     | FC Dundee: Alex Bryce (2), Jocky Scott (2), Gordon Wallace (2), Dundee United: Andy Rolland (2), Alan Gordon, Doug Smith                     | FC Dundee: Alex Bryce (2), Jocky Scott (2), Gordon Wallace (2), Dundee United: Andy Rolland (2), Alan Gordon, Doug Smith                     | FC Dundee: Alex Bryce (2), Jocky Scott (2), Gordon Wallace (2), Dundee United: Andy Rolland (2), Alan Gordon, Doug Smith                     | FC Dundee: Alex Bryce (2), Jocky Scott (2), Gordon Wallace (2), Dundee United: Andy Rolland (2), Alan Gordon, Doug Smith                     | FC Dundee: Alex Bryce (2), Jocky Scott (2), Gordon Wallace (2), Dundee United: Andy Rolland (2), Alan Gordon, Doug Smith                     |
| 054.  | Scottish Football League Division One 1971/72                                                                                                | 3. Jan. 1972 | Dundee United | FC Dundee | 1:1 | Tannadice Park | 16.954 |
| Tore: | Dundee United: Kenny Cameron, FC Dundee: Jim Steele                                                                                          | Dundee United: Kenny Cameron, FC Dundee: Jim Steele                                                                                          | Dundee United: Kenny Cameron, FC Dundee: Jim Steele                                                                                          | Dundee United: Kenny Cameron, FC Dundee: Jim Steele                                                                                          | Dundee United: Kenny Cameron, FC Dundee: Jim Steele                                                                                          | Dundee United: Kenny Cameron, FC Dundee: Jim Steele                                                                                          | Dundee United: Kenny Cameron, FC Dundee: Jim Steele                                                                                          |
| 055.  | Scottish Football League Division One 1972/73                                                                                                | 16. Sep. 1972 | Dundee United | FC Dundee | 2:1 | Tannadice Park | 12.071 |
| Tore: | Dundee United: Pat Gardner, Sandy White, FC Dundee: Bobby Ford                                                                               | Dundee United: Pat Gardner, Sandy White, FC Dundee: Bobby Ford                                                                               | Dundee United: Pat Gardner, Sandy White, FC Dundee: Bobby Ford                                                                               | Dundee United: Pat Gardner, Sandy White, FC Dundee: Bobby Ford                                                                               | Dundee United: Pat Gardner, Sandy White, FC Dundee: Bobby Ford                                                                               | Dundee United: Pat Gardner, Sandy White, FC Dundee: Bobby Ford                                                                               | Dundee United: Pat Gardner, Sandy White, FC Dundee: Bobby Ford                                                                               |
| 056.  | Scottish Football League Division One 1972/73                                                                                                | 6. Jan. 1973 | FC Dundee | Dundee United | 3:0 | Dens Park | 13.570 |
| Tore: | FC Dundee: John Duncan (2), Doug Houston | FC Dundee: John Duncan (2), Doug Houston | FC Dundee: John Duncan (2), Doug Houston | FC Dundee: John Duncan (2), Doug Houston | FC Dundee: John Duncan (2), Doug Houston | FC Dundee: John Duncan (2), Doug Houston | FC Dundee: John Duncan (2), Doug Houston |
| 057.  | Scottish Football League Division One 1973/74                                                                                                | 15. Sep. 1973 | FC Dundee | Dundee United | 0:1 | Dens Park | 12.092 |
| Tore: | Dundee United: Walter Smith | Dundee United: Walter Smith | Dundee United: Walter Smith | Dundee United: Walter Smith | Dundee United: Walter Smith | Dundee United: Walter Smith | Dundee United: Walter Smith |
| 058.  | Scottish Football League Division One 1973/74                                                                                                | 5. Jan. 1974 | Dundee United | FC Dundee | 1:2 | Tannadice Park | 12.087 |
| Tore: | Dundee United: Pat Gardner, FC Dundee: John Duncan (2)                                                                                       | Dundee United: Pat Gardner, FC Dundee: John Duncan (2)                                                                                       | Dundee United: Pat Gardner, FC Dundee: John Duncan (2)                                                                                       | Dundee United: Pat Gardner, FC Dundee: John Duncan (2)                                                                                       | Dundee United: Pat Gardner, FC Dundee: John Duncan (2)                                                                                       | Dundee United: Pat Gardner, FC Dundee: John Duncan (2)                                                                                       | Dundee United: Pat Gardner, FC Dundee: John Duncan (2)                                                                                       |
| 059.  | Scottish Football League Division One 1974/75                                                                                                | 14. Sep. 1974 | Dundee United | FC Dundee | 3:0 | Tannadice Park | 10.857 |
| Tore: | Dundee United: Andy Gray (2), Alan Munro | Dundee United: Andy Gray (2), Alan Munro | Dundee United: Andy Gray (2), Alan Munro | Dundee United: Andy Gray (2), Alan Munro | Dundee United: Andy Gray (2), Alan Munro | Dundee United: Andy Gray (2), Alan Munro | Dundee United: Andy Gray (2), Alan Munro |
| 060.  | Scottish Football League Division One 1974/75                                                                                                | 4. Jan. 1975 | FC Dundee | Dundee United | 2:0 | Dens Park | 16.184 |
| Tore: | FC Dundee: Gordon Wallace, Ian Anderson | FC Dundee: Gordon Wallace, Ian Anderson | FC Dundee: Gordon Wallace, Ian Anderson | FC Dundee: Gordon Wallace, Ian Anderson | FC Dundee: Gordon Wallace, Ian Anderson | FC Dundee: Gordon Wallace, Ian Anderson | FC Dundee: Gordon Wallace, Ian Anderson |
| 061.  | Scottish Football League Premier Division 1975/76                                                                                            | 18. Okt. 1975 | FC Dundee | Dundee United | 2:1 | Dens Park | 11.327 |
| Tore: | FC Dundee: Gordon Wallace, Wilson Hoggan, Dundee United: Doug Houston                                                                        | FC Dundee: Gordon Wallace, Wilson Hoggan, Dundee United: Doug Houston                                                                        | FC Dundee: Gordon Wallace, Wilson Hoggan, Dundee United: Doug Houston                                                                        | FC Dundee: Gordon Wallace, Wilson Hoggan, Dundee United: Doug Houston                                                                        | FC Dundee: Gordon Wallace, Wilson Hoggan, Dundee United: Doug Houston                                                                        | FC Dundee: Gordon Wallace, Wilson Hoggan, Dundee United: Doug Houston                                                                        | FC Dundee: Gordon Wallace, Wilson Hoggan, Dundee United: Doug Houston                                                                        |
| 062.  | Scottish Football League Premier Division 1975/76                                                                                            | 20. Dez. 1975 | FC Dundee | Dundee United | 0:0 | Dens Park | 9.957 |
| Tore: | Fehlanzeige | Fehlanzeige | Fehlanzeige | Fehlanzeige | Fehlanzeige | Fehlanzeige | Fehlanzeige |
| 063.  | Scottish Football League Premier Division 1975/76                                                                                            | 28. Feb. 1976 | Dundee United | FC Dundee | 1:0 | Tannadice Park | 10.199 |
| Tore: | Dundee United: Tom McAdam | Dundee United: Tom McAdam | Dundee United: Tom McAdam | Dundee United: Tom McAdam | Dundee United: Tom McAdam | Dundee United: Tom McAdam | Dundee United: Tom McAdam |
| 064.  | Scottish Football League Premier Division 1975/76                                                                                            | 21. Apr. 1976 | FC Dundee | Dundee United | 2:1 | Dens Park | 13.768 |
| Tore: | FC Dundee: Tommy Gemmell, Eric Sinclair, Dundee United: Henry Hall                                                                           | FC Dundee: Tommy Gemmell, Eric Sinclair, Dundee United: Henry Hall                                                                           | FC Dundee: Tommy Gemmell, Eric Sinclair, Dundee United: Henry Hall                                                                           | FC Dundee: Tommy Gemmell, Eric Sinclair, Dundee United: Henry Hall                                                                           | FC Dundee: Tommy Gemmell, Eric Sinclair, Dundee United: Henry Hall                                                                           | FC Dundee: Tommy Gemmell, Eric Sinclair, Dundee United: Henry Hall                                                                           | FC Dundee: Tommy Gemmell, Eric Sinclair, Dundee United: Henry Hall                                                                           |
| 065.  | Scottish Football League Premier Division 1979/80                                                                                            | 11. Aug. 1979 | Dundee United | FC Dundee | 3:0 | Tannadice Park | 17.968 |
| Tore: | Dundee United: Paul Sturrock, Billy Kirkwood, Derek Stark                                                                                    | Dundee United: Paul Sturrock, Billy Kirkwood, Derek Stark                                                                                    | Dundee United: Paul Sturrock, Billy Kirkwood, Derek Stark                                                                                    | Dundee United: Paul Sturrock, Billy Kirkwood, Derek Stark                                                                                    | Dundee United: Paul Sturrock, Billy Kirkwood, Derek Stark                                                                                    | Dundee United: Paul Sturrock, Billy Kirkwood, Derek Stark                                                                                    | Dundee United: Paul Sturrock, Billy Kirkwood, Derek Stark                                                                                    |
| 066.  | Scottish Football League Premier Division 1979/80                                                                                            | 20. Okt. 1979 | FC Dundee | Dundee United | 1:0 | Dens Park | 16.305 |
| Tore: | FC Dundee: Eric Sinclair | FC Dundee: Eric Sinclair | FC Dundee: Eric Sinclair | FC Dundee: Eric Sinclair | FC Dundee: Eric Sinclair | FC Dundee: Eric Sinclair | FC Dundee: Eric Sinclair |
| 067.  | Scottish Football League Premier Division 1979/80                                                                                            | 22. Dez. 1979 | Dundee United | FC Dundee | 2:0 | Tannadice Park | 15.431 |
| Tore: | Dundee United: John Holt, Willie Pettigrew                                                                                                   | Dundee United: John Holt, Willie Pettigrew                                                                                                   | Dundee United: John Holt, Willie Pettigrew                                                                                                   | Dundee United: John Holt, Willie Pettigrew                                                                                                   | Dundee United: John Holt, Willie Pettigrew                                                                                                   | Dundee United: John Holt, Willie Pettigrew                                                                                                   | Dundee United: John Holt, Willie Pettigrew                                                                                                   |
| 068.  | Scottish FA Cup 1979/80–3. Runde | 30. Jan. 1980 | Dundee United | FC Dundee | 5:1 | Tannadice Park | 18.604 |
| Tore: | Dundee United: Willie Pettigrew (4), Paul Sturrock, FC Dundee: Billy Pirie                                                                   | Dundee United: Willie Pettigrew (4), Paul Sturrock, FC Dundee: Billy Pirie                                                                   | Dundee United: Willie Pettigrew (4), Paul Sturrock, FC Dundee: Billy Pirie                                                                   | Dundee United: Willie Pettigrew (4), Paul Sturrock, FC Dundee: Billy Pirie                                                                   | Dundee United: Willie Pettigrew (4), Paul Sturrock, FC Dundee: Billy Pirie                                                                   | Dundee United: Willie Pettigrew (4), Paul Sturrock, FC Dundee: Billy Pirie                                                                   | Dundee United: Willie Pettigrew (4), Paul Sturrock, FC Dundee: Billy Pirie                                                                   |
| 069.  | Scottish Football League Premier Division 1979/80                                                                                            | 1. März 1980 | FC Dundee | Dundee United | 1:1 | Dens Park | 15.110 |
| Tore: | FC Dundee: Jim Shirra, Dundee United: Paul Sturrock                                                                                          | FC Dundee: Jim Shirra, Dundee United: Paul Sturrock                                                                                          | FC Dundee: Jim Shirra, Dundee United: Paul Sturrock                                                                                          | FC Dundee: Jim Shirra, Dundee United: Paul Sturrock                                                                                          | FC Dundee: Jim Shirra, Dundee United: Paul Sturrock                                                                                          | FC Dundee: Jim Shirra, Dundee United: Paul Sturrock                                                                                          | FC Dundee: Jim Shirra, Dundee United: Paul Sturrock                                                                                          |
| 070.  | Scottish League Cup 1980/81–Finale | 6. Dez. 1980 | FC Dundee | Dundee United | 0:3 | Dens Park | 24.466 |
| Tore: | Dundee United: Paul Sturrock (2), Davie Dodds                                                                                                | Dundee United: Paul Sturrock (2), Davie Dodds                                                                                                | Dundee United: Paul Sturrock (2), Davie Dodds                                                                                                | Dundee United: Paul Sturrock (2), Davie Dodds                                                                                                | Dundee United: Paul Sturrock (2), Davie Dodds                                                                                                | Dundee United: Paul Sturrock (2), Davie Dodds                                                                                                | Dundee United: Paul Sturrock (2), Davie Dodds                                                                                                |
| 071.  | Scottish Football League Premier Division 1981/82                                                                                            | 12. Sep. 1981 | Dundee United | FC Dundee | 5:2 | Tannadice Park | 15.696 |
| Tore: | Dundee United: Paul Sturrock (2), Billy Kirkwood, Ralph Milne, Eamonn Bannon, FC Dundee: Iain Ferguson, Peter Mackie                         | Dundee United: Paul Sturrock (2), Billy Kirkwood, Ralph Milne, Eamonn Bannon, FC Dundee: Iain Ferguson, Peter Mackie                         | Dundee United: Paul Sturrock (2), Billy Kirkwood, Ralph Milne, Eamonn Bannon, FC Dundee: Iain Ferguson, Peter Mackie                         | Dundee United: Paul Sturrock (2), Billy Kirkwood, Ralph Milne, Eamonn Bannon, FC Dundee: Iain Ferguson, Peter Mackie                         | Dundee United: Paul Sturrock (2), Billy Kirkwood, Ralph Milne, Eamonn Bannon, FC Dundee: Iain Ferguson, Peter Mackie                         | Dundee United: Paul Sturrock (2), Billy Kirkwood, Ralph Milne, Eamonn Bannon, FC Dundee: Iain Ferguson, Peter Mackie                         | Dundee United: Paul Sturrock (2), Billy Kirkwood, Ralph Milne, Eamonn Bannon, FC Dundee: Iain Ferguson, Peter Mackie                         |
| 072.  | Scottish Football League Premier Division 1981/82                                                                                            | 14. Nov. 1981 | FC Dundee | Dundee United | 1:3 | Dens Park | 15.578 |
| Tore: | FC Dundee: Iain Ferguson, Dundee United: Paul Sturrock (2), Ralph Milne                                                                      | FC Dundee: Iain Ferguson, Dundee United: Paul Sturrock (2), Ralph Milne                                                                      | FC Dundee: Iain Ferguson, Dundee United: Paul Sturrock (2), Ralph Milne                                                                      | FC Dundee: Iain Ferguson, Dundee United: Paul Sturrock (2), Ralph Milne                                                                      | FC Dundee: Iain Ferguson, Dundee United: Paul Sturrock (2), Ralph Milne                                                                      | FC Dundee: Iain Ferguson, Dundee United: Paul Sturrock (2), Ralph Milne                                                                      | FC Dundee: Iain Ferguson, Dundee United: Paul Sturrock (2), Ralph Milne                                                                      |
| 073.  | Scottish Football League Premier Division 1981/82                                                                                            | 10. März 1982 | Dundee United | FC Dundee | 1:1 | Tannadice Park | 13.790 |
| Tore: | Dundee United: Eigentor, FC Dundee: Iain Ferguson                                                                                            | Dundee United: Eigentor, FC Dundee: Iain Ferguson                                                                                            | Dundee United: Eigentor, FC Dundee: Iain Ferguson                                                                                            | Dundee United: Eigentor, FC Dundee: Iain Ferguson                                                                                            | Dundee United: Eigentor, FC Dundee: Iain Ferguson                                                                                            | Dundee United: Eigentor, FC Dundee: Iain Ferguson                                                                                            | Dundee United: Eigentor, FC Dundee: Iain Ferguson                                                                                            |
| 074.  | Scottish Football League Premier Division 1981/82                                                                                            | 3. Apr. 1982 | FC Dundee | Dundee United | 0:2 | Dens Park | 12.602 |
| Tore: | Dundee United: Eamonn Bannon, Paul Sturrock                                                                                                  | Dundee United: Eamonn Bannon, Paul Sturrock                                                                                                  | Dundee United: Eamonn Bannon, Paul Sturrock                                                                                                  | Dundee United: Eamonn Bannon, Paul Sturrock                                                                                                  | Dundee United: Eamonn Bannon, Paul Sturrock                                                                                                  | Dundee United: Eamonn Bannon, Paul Sturrock                                                                                                  | Dundee United: Eamonn Bannon, Paul Sturrock                                                                                                  |
| 075.  | Scottish Football League Premier Division 1982/83                                                                                            | 30. Okt. 1982 | Dundee United | FC Dundee | 1:0 | Tannadice Park | 14.959 |
| Tore: | Dundee United: Davie Dodds | Dundee United: Davie Dodds | Dundee United: Davie Dodds | Dundee United: Davie Dodds | Dundee United: Davie Dodds | Dundee United: Davie Dodds | Dundee United: Davie Dodds |
| 076.  | Scottish Football League Premier Division 1982/83                                                                                            | 1. Jan. 1983 | FC Dundee | Dundee United | 0:2 | Dens Park | 18.109 |
| Tore: | Dundee United: Ralph Milne (2) | Dundee United: Ralph Milne (2) | Dundee United: Ralph Milne (2) | Dundee United: Ralph Milne (2) | Dundee United: Ralph Milne (2) | Dundee United: Ralph Milne (2) | Dundee United: Ralph Milne (2) |
| 077.  | Scottish Football League Premier Division 1982/83                                                                                            | 12. März 1983 | Dundee United | FC Dundee | 5:3 | Tannadice Park | 13.448 |
| Tore: | Dundee United: Richard Gough (2), John Reilly, Paul Hegarty, Davie Dodds, FC Dundee: Cammy Fraser, Iain Ferguson, Albert Kidd                | Dundee United: Richard Gough (2), John Reilly, Paul Hegarty, Davie Dodds, FC Dundee: Cammy Fraser, Iain Ferguson, Albert Kidd                | Dundee United: Richard Gough (2), John Reilly, Paul Hegarty, Davie Dodds, FC Dundee: Cammy Fraser, Iain Ferguson, Albert Kidd                | Dundee United: Richard Gough (2), John Reilly, Paul Hegarty, Davie Dodds, FC Dundee: Cammy Fraser, Iain Ferguson, Albert Kidd                | Dundee United: Richard Gough (2), John Reilly, Paul Hegarty, Davie Dodds, FC Dundee: Cammy Fraser, Iain Ferguson, Albert Kidd                | Dundee United: Richard Gough (2), John Reilly, Paul Hegarty, Davie Dodds, FC Dundee: Cammy Fraser, Iain Ferguson, Albert Kidd                | Dundee United: Richard Gough (2), John Reilly, Paul Hegarty, Davie Dodds, FC Dundee: Cammy Fraser, Iain Ferguson, Albert Kidd                |
| 078.  | Scottish Football League Premier Division 1982/83                                                                                            | 14. Mai 1983 | FC Dundee | Dundee United | 1:2 | Dens Park | 29.106 |
| Tore: | FC Dundee: Iain Ferguson, Dundee United: Ralph Milne, Eamonn Bannon                                                                          | FC Dundee: Iain Ferguson, Dundee United: Ralph Milne, Eamonn Bannon                                                                          | FC Dundee: Iain Ferguson, Dundee United: Ralph Milne, Eamonn Bannon                                                                          | FC Dundee: Iain Ferguson, Dundee United: Ralph Milne, Eamonn Bannon                                                                          | FC Dundee: Iain Ferguson, Dundee United: Ralph Milne, Eamonn Bannon                                                                          | FC Dundee: Iain Ferguson, Dundee United: Ralph Milne, Eamonn Bannon                                                                          | FC Dundee: Iain Ferguson, Dundee United: Ralph Milne, Eamonn Bannon                                                                          |
| 079.  | Scottish Football League Premier Division 1983/84                                                                                            | 3. Sep. 1983 | FC Dundee | Dundee United | 1:4 | Dens Park | 13.651 |
| Tore: | FC Dundee: Walker McCall, Dundee United: John Reilly (2), Ralph Milne, Derek Stark                                                           | FC Dundee: Walker McCall, Dundee United: John Reilly (2), Ralph Milne, Derek Stark                                                           | FC Dundee: Walker McCall, Dundee United: John Reilly (2), Ralph Milne, Derek Stark                                                           | FC Dundee: Walker McCall, Dundee United: John Reilly (2), Ralph Milne, Derek Stark                                                           | FC Dundee: Walker McCall, Dundee United: John Reilly (2), Ralph Milne, Derek Stark                                                           | FC Dundee: Walker McCall, Dundee United: John Reilly (2), Ralph Milne, Derek Stark                                                           | FC Dundee: Walker McCall, Dundee United: John Reilly (2), Ralph Milne, Derek Stark                                                           |
| 080.  | Scottish Football League Premier Division 1983/84                                                                                            | 5. Nov. 1983 | Dundee United | FC Dundee | 0:1 | Tannadice Park | 14.813 |
| Tore: | FC Dundee: Peter Mackie | FC Dundee: Peter Mackie | FC Dundee: Peter Mackie | FC Dundee: Peter Mackie | FC Dundee: Peter Mackie | FC Dundee: Peter Mackie | FC Dundee: Peter Mackie |
| 081.  | Scottish Football League Premier Division 1983/84                                                                                            | 2. Apr. 1984 | FC Dundee | Dundee United | 2:5 | Dens Park | 12.732 |
| Tore: | FC Dundee: Iain Ferguson (2), Dundee United: Maurice Malpas, John Reilly, Davie Dodds, Eamonn Bannon, Ralph Milne                            | FC Dundee: Iain Ferguson (2), Dundee United: Maurice Malpas, John Reilly, Davie Dodds, Eamonn Bannon, Ralph Milne                            | FC Dundee: Iain Ferguson (2), Dundee United: Maurice Malpas, John Reilly, Davie Dodds, Eamonn Bannon, Ralph Milne                            | FC Dundee: Iain Ferguson (2), Dundee United: Maurice Malpas, John Reilly, Davie Dodds, Eamonn Bannon, Ralph Milne                            | FC Dundee: Iain Ferguson (2), Dundee United: Maurice Malpas, John Reilly, Davie Dodds, Eamonn Bannon, Ralph Milne                            | FC Dundee: Iain Ferguson (2), Dundee United: Maurice Malpas, John Reilly, Davie Dodds, Eamonn Bannon, Ralph Milne                            | FC Dundee: Iain Ferguson (2), Dundee United: Maurice Malpas, John Reilly, Davie Dodds, Eamonn Bannon, Ralph Milne                            |
| 082.  | Scottish Football League Premier Division 1983/84                                                                                            | 21. Apr. 1984 | Dundee United | FC Dundee | 1:1 | Tannadice Park | 13.244 |
| Tore: | Dundee United: John Clark, FC Dundee: Walker McCall                                                                                          | Dundee United: John Clark, FC Dundee: Walker McCall                                                                                          | Dundee United: John Clark, FC Dundee: Walker McCall                                                                                          | Dundee United: John Clark, FC Dundee: Walker McCall                                                                                          | Dundee United: John Clark, FC Dundee: Walker McCall                                                                                          | Dundee United: John Clark, FC Dundee: Walker McCall                                                                                          | Dundee United: John Clark, FC Dundee: Walker McCall                                                                                          |
| 083.  | Scottish Football League Premier Division 1984/85                                                                                            | 8. Sep. 1984 | Dundee United | FC Dundee | 3:4 | Tannadice Park | 14.190 |
| Tore: | Dundee United: John Clark (2), Paul Sturrock, FC Dundee: Derek McWilliams, Tosh McKinlay, Colin Harris, John Brown                           | Dundee United: John Clark (2), Paul Sturrock, FC Dundee: Derek McWilliams, Tosh McKinlay, Colin Harris, John Brown                           | Dundee United: John Clark (2), Paul Sturrock, FC Dundee: Derek McWilliams, Tosh McKinlay, Colin Harris, John Brown                           | Dundee United: John Clark (2), Paul Sturrock, FC Dundee: Derek McWilliams, Tosh McKinlay, Colin Harris, John Brown                           | Dundee United: John Clark (2), Paul Sturrock, FC Dundee: Derek McWilliams, Tosh McKinlay, Colin Harris, John Brown                           | Dundee United: John Clark (2), Paul Sturrock, FC Dundee: Derek McWilliams, Tosh McKinlay, Colin Harris, John Brown                           | Dundee United: John Clark (2), Paul Sturrock, FC Dundee: Derek McWilliams, Tosh McKinlay, Colin Harris, John Brown                           |
| 084.  | Scottish Football League Premier Division 1984/85                                                                                            | 10. Nov. 1984 | FC Dundee | Dundee United | 0:2 | Dens Park | 14.423 |
| Tore: | Dundee United: Richard Gough, Tommy Coyne | Dundee United: Richard Gough, Tommy Coyne | Dundee United: Richard Gough, Tommy Coyne | Dundee United: Richard Gough, Tommy Coyne | Dundee United: Richard Gough, Tommy Coyne | Dundee United: Richard Gough, Tommy Coyne | Dundee United: Richard Gough, Tommy Coyne |
| 085.  | Scottish Football League Premier Division 1984/85                                                                                            | 3. Apr. 1985 | Dundee United | FC Dundee | 4:0 | Tannadice Park | 15.167 |
| Tore: | Dundee United: Eamonn Bannon, Paul Sturrock, Alex Taylor, Davie Dodds                                                                        | Dundee United: Eamonn Bannon, Paul Sturrock, Alex Taylor, Davie Dodds                                                                        | Dundee United: Eamonn Bannon, Paul Sturrock, Alex Taylor, Davie Dodds                                                                        | Dundee United: Eamonn Bannon, Paul Sturrock, Alex Taylor, Davie Dodds                                                                        | Dundee United: Eamonn Bannon, Paul Sturrock, Alex Taylor, Davie Dodds                                                                        | Dundee United: Eamonn Bannon, Paul Sturrock, Alex Taylor, Davie Dodds                                                                        | Dundee United: Eamonn Bannon, Paul Sturrock, Alex Taylor, Davie Dodds                                                                        |
| 086.  | Scottish Football League Premier Division 1984/85                                                                                            | 11. Mai 1985 | FC Dundee | Dundee United | 1:0 | Dens Park | 13.426 |
| Tore: | FC Dundee: Bobby Connor | FC Dundee: Bobby Connor | FC Dundee: Bobby Connor | FC Dundee: Bobby Connor | FC Dundee: Bobby Connor | FC Dundee: Bobby Connor | FC Dundee: Bobby Connor |
| 087.  | Scottish Football League Premier Division 1985/86                                                                                            | 24. Aug. 1985 | Dundee United | FC Dundee | 2:0 | Tannadice Park | 13.736 |
| Tore: | Dundee United: Stuart Beedie, Paul Sturrock                                                                                                  | Dundee United: Stuart Beedie, Paul Sturrock                                                                                                  | Dundee United: Stuart Beedie, Paul Sturrock                                                                                                  | Dundee United: Stuart Beedie, Paul Sturrock                                                                                                  | Dundee United: Stuart Beedie, Paul Sturrock                                                                                                  | Dundee United: Stuart Beedie, Paul Sturrock                                                                                                  | Dundee United: Stuart Beedie, Paul Sturrock                                                                                                  |
| 088.  | Scottish Football League Premier Division 1985/86                                                                                            | 16. Nov. 1985 | FC Dundee | Dundee United | 0:3 | Dens Park | 11.736 |
| Tore: | Dundee United: Paul Hegarty (2), Billy Kirkwood                                                                                              | Dundee United: Paul Hegarty (2), Billy Kirkwood                                                                                              | Dundee United: Paul Hegarty (2), Billy Kirkwood                                                                                              | Dundee United: Paul Hegarty (2), Billy Kirkwood                                                                                              | Dundee United: Paul Hegarty (2), Billy Kirkwood                                                                                              | Dundee United: Paul Hegarty (2), Billy Kirkwood                                                                                              | Dundee United: Paul Hegarty (2), Billy Kirkwood                                                                                              |
| 089.  | Scottish Football League Premier Division 1985/86                                                                                            | 28. Dez. 1985 | Dundee United | FC Dundee | 0:0 | Tannadice Park | 14.869 |
| Tore: | Fehlanzeige | Fehlanzeige | Fehlanzeige | Fehlanzeige | Fehlanzeige | Fehlanzeige | Fehlanzeige |
| 090.  | Scottish Football League Premier Division 1985/86                                                                                            | 29. März 1986 | FC Dundee | Dundee United | 0:1 | Dens Park | 15.079 |
| Tore: | Dundee United: Richard Gough | Dundee United: Richard Gough | Dundee United: Richard Gough | Dundee United: Richard Gough | Dundee United: Richard Gough | Dundee United: Richard Gough | Dundee United: Richard Gough |
| 091.  | Scottish Football League Premier Division 1986/87                                                                                            | 6. Sep. 1986 | FC Dundee | Dundee United | 0:2 | Dens Park | 12.379 |
| Tore: | Dundee United: Ralph Milne, Eamonn Bannon | Dundee United: Ralph Milne, Eamonn Bannon | Dundee United: Ralph Milne, Eamonn Bannon | Dundee United: Ralph Milne, Eamonn Bannon | Dundee United: Ralph Milne, Eamonn Bannon | Dundee United: Ralph Milne, Eamonn Bannon | Dundee United: Ralph Milne, Eamonn Bannon |
| 092.  | Scottish Football League Premier Division 1986/87                                                                                            | 8. Nov. 1986 | Dundee United | FC Dundee | 0:3 | Tannadice Park | 11.728 |
| Tore: | FC Dundee: Graham Harvey (2), Rab Shannon | FC Dundee: Graham Harvey (2), Rab Shannon | FC Dundee: Graham Harvey (2), Rab Shannon | FC Dundee: Graham Harvey (2), Rab Shannon | FC Dundee: Graham Harvey (2), Rab Shannon | FC Dundee: Graham Harvey (2), Rab Shannon | FC Dundee: Graham Harvey (2), Rab Shannon |
| 093.  | Scottish Football League Premier Division 1986/87                                                                                            | 10. März 1987 | FC Dundee | Dundee United | 1:1 | Dens Park | 11.615 |
| Tore: | FC Dundee: John Brown, Dundee United: Kevin Gallacher                                                                                        | FC Dundee: John Brown, Dundee United: Kevin Gallacher                                                                                        | FC Dundee: John Brown, Dundee United: Kevin Gallacher                                                                                        | FC Dundee: John Brown, Dundee United: Kevin Gallacher                                                                                        | FC Dundee: John Brown, Dundee United: Kevin Gallacher                                                                                        | FC Dundee: John Brown, Dundee United: Kevin Gallacher                                                                                        | FC Dundee: John Brown, Dundee United: Kevin Gallacher                                                                                        |
| 094.  | Scottish Football League Premier Division 1986/87                                                                                            | 28. März 1987 | Dundee United | FC Dundee | 1:1 | Tannadice Park | 12.220 |
| Tore: | Dundee United: Eigentor, FC Dundee: Stuart Rafferty                                                                                          | Dundee United: Eigentor, FC Dundee: Stuart Rafferty                                                                                          | Dundee United: Eigentor, FC Dundee: Stuart Rafferty                                                                                          | Dundee United: Eigentor, FC Dundee: Stuart Rafferty                                                                                          | Dundee United: Eigentor, FC Dundee: Stuart Rafferty                                                                                          | Dundee United: Eigentor, FC Dundee: Stuart Rafferty                                                                                          | Dundee United: Eigentor, FC Dundee: Stuart Rafferty                                                                                          |
| 095.  | Scottish FA Cup 1986/87–Halbfinale | 11. Apr. 1987 | Dundee United | FC Dundee | 3:2 | Tynecastle Stadium | 13.319 |
| Tore: | Dundee United: Iain Ferguson (2), Paul Hegarty, FC Dundee: Tommy Coyne, Keith Wright                                                         | Dundee United: Iain Ferguson (2), Paul Hegarty, FC Dundee: Tommy Coyne, Keith Wright                                                         | Dundee United: Iain Ferguson (2), Paul Hegarty, FC Dundee: Tommy Coyne, Keith Wright                                                         | Dundee United: Iain Ferguson (2), Paul Hegarty, FC Dundee: Tommy Coyne, Keith Wright                                                         | Dundee United: Iain Ferguson (2), Paul Hegarty, FC Dundee: Tommy Coyne, Keith Wright                                                         | Dundee United: Iain Ferguson (2), Paul Hegarty, FC Dundee: Tommy Coyne, Keith Wright                                                         | Dundee United: Iain Ferguson (2), Paul Hegarty, FC Dundee: Tommy Coyne, Keith Wright                                                         |
| 096.  | Scottish League Cup 1987/88–Viertelfinale | 2. Sep. 1987 | FC Dundee | Dundee United | 2:1 n. V. | Dens Park | 19.867 |
| Tore: | FC Dundee: Tommy Coyne, Keith Wright, Dundee United: Iain Ferguson                                                                           | FC Dundee: Tommy Coyne, Keith Wright, Dundee United: Iain Ferguson                                                                           | FC Dundee: Tommy Coyne, Keith Wright, Dundee United: Iain Ferguson                                                                           | FC Dundee: Tommy Coyne, Keith Wright, Dundee United: Iain Ferguson                                                                           | FC Dundee: Tommy Coyne, Keith Wright, Dundee United: Iain Ferguson                                                                           | FC Dundee: Tommy Coyne, Keith Wright, Dundee United: Iain Ferguson                                                                           | FC Dundee: Tommy Coyne, Keith Wright, Dundee United: Iain Ferguson                                                                           |
| 097.  | Scottish Football League Premier Division 1987/88                                                                                            | 3. Okt. 1987 | FC Dundee | Dundee United | 1:1 | Dens Park | 11.497 |
| Tore: | FC Dundee: Tommy Coyne, Dundee United: Iain Ferguson                                                                                         | FC Dundee: Tommy Coyne, Dundee United: Iain Ferguson                                                                                         | FC Dundee: Tommy Coyne, Dundee United: Iain Ferguson                                                                                         | FC Dundee: Tommy Coyne, Dundee United: Iain Ferguson                                                                                         | FC Dundee: Tommy Coyne, Dundee United: Iain Ferguson                                                                                         | FC Dundee: Tommy Coyne, Dundee United: Iain Ferguson                                                                                         | FC Dundee: Tommy Coyne, Dundee United: Iain Ferguson                                                                                         |
| 098.  | Scottish Football League Premier Division 1987/88                                                                                            | 28. Nov. 1987 | Dundee United | FC Dundee | 1:3 | Tannadice Park | 13.626 |
| Tore: | Dundee United: John Clark, FC Dundee: Tommy Coyne (2), Keith Wright                                                                          | Dundee United: John Clark, FC Dundee: Tommy Coyne (2), Keith Wright                                                                          | Dundee United: John Clark, FC Dundee: Tommy Coyne (2), Keith Wright                                                                          | Dundee United: John Clark, FC Dundee: Tommy Coyne (2), Keith Wright                                                                          | Dundee United: John Clark, FC Dundee: Tommy Coyne (2), Keith Wright                                                                          | Dundee United: John Clark, FC Dundee: Tommy Coyne (2), Keith Wright                                                                          | Dundee United: John Clark, FC Dundee: Tommy Coyne (2), Keith Wright                                                                          |
| 099.  | Scottish Football League Premier Division 1987/88                                                                                            | 16. Jan. 1988 | FC Dundee | Dundee United | 0:2 | Dens Park | 13.644 |
| Tore: | Dundee United: Mixu Paatelainen, Eamonn Bannon                                                                                               | Dundee United: Mixu Paatelainen, Eamonn Bannon                                                                                               | Dundee United: Mixu Paatelainen, Eamonn Bannon                                                                                               | Dundee United: Mixu Paatelainen, Eamonn Bannon                                                                                               | Dundee United: Mixu Paatelainen, Eamonn Bannon                                                                                               | Dundee United: Mixu Paatelainen, Eamonn Bannon                                                                                               | Dundee United: Mixu Paatelainen, Eamonn Bannon                                                                                               |
| 100.  | Scottish FA Cup 1987/88–Viertelfinale | 12. März 1988 | FC Dundee | Dundee United | 0:0 | Dens Park | 19.355 |
| Tore: | Fehlanzeige | Fehlanzeige | Fehlanzeige | Fehlanzeige | Fehlanzeige | Fehlanzeige | Fehlanzeige |
| 101.  | Scottish FA Cup 1987/88–Viertelfinale–Wiederholung                                                                                           | 15. März 1988 | Dundee United | FC Dundee | 2:2 n. V. | Tannadice Park | 19.102 |
| Tore: | Dundee United: Eamonn Bannon (2), FC Dundee: Graham Harvey (2)                                                                               | Dundee United: Eamonn Bannon (2), FC Dundee: Graham Harvey (2)                                                                               | Dundee United: Eamonn Bannon (2), FC Dundee: Graham Harvey (2)                                                                               | Dundee United: Eamonn Bannon (2), FC Dundee: Graham Harvey (2)                                                                               | Dundee United: Eamonn Bannon (2), FC Dundee: Graham Harvey (2)                                                                               | Dundee United: Eamonn Bannon (2), FC Dundee: Graham Harvey (2)                                                                               | Dundee United: Eamonn Bannon (2), FC Dundee: Graham Harvey (2)                                                                               |
| 102.  | Scottish FA Cup 1987/88–Viertelfinale–Wiederholung                                                                                           | 28. März 1988 | FC Dundee | Dundee United | 0:3 | Dens Park | 19.152 |
| Tore: | Dundee United: Joe McLeod, Ian Redford, Iain Ferguson                                                                                        | Dundee United: Joe McLeod, Ian Redford, Iain Ferguson                                                                                        | Dundee United: Joe McLeod, Ian Redford, Iain Ferguson                                                                                        | Dundee United: Joe McLeod, Ian Redford, Iain Ferguson                                                                                        | Dundee United: Joe McLeod, Ian Redford, Iain Ferguson                                                                                        | Dundee United: Joe McLeod, Ian Redford, Iain Ferguson                                                                                        | Dundee United: Joe McLeod, Ian Redford, Iain Ferguson                                                                                        |
| 103.  | Scottish Football League Premier Division 1987/88                                                                                            | 2. Apr. 1988 | Dundee United | FC Dundee | 1:0 | Tannadice Park | 13.876 |
| Tore: | Dundee United: Hamish French | Dundee United: Hamish French | Dundee United: Hamish French | Dundee United: Hamish French | Dundee United: Hamish French | Dundee United: Hamish French | Dundee United: Hamish French |
| 104.  | Scottish Football League Premier Division 1988/89                                                                                            | 3. Sep. 1988 | FC Dundee | Dundee United | 0:3 | Dens Park | 14.927 |
| Tore: | Dundee United: Mixu Paatelainen (2), Kevin Gallacher                                                                                         | Dundee United: Mixu Paatelainen (2), Kevin Gallacher                                                                                         | Dundee United: Mixu Paatelainen (2), Kevin Gallacher                                                                                         | Dundee United: Mixu Paatelainen (2), Kevin Gallacher                                                                                         | Dundee United: Mixu Paatelainen (2), Kevin Gallacher                                                                                         | Dundee United: Mixu Paatelainen (2), Kevin Gallacher                                                                                         | Dundee United: Mixu Paatelainen (2), Kevin Gallacher                                                                                         |
| 105.  | Scottish Football League Premier Division 1988/89                                                                                            | 5. Nov. 1988 | Dundee United | FC Dundee | 2:0 | Tannadice Park | 14.882 |
| Tore: | Dundee United: Raphael Meade, Mixu Paatelainen                                                                                               | Dundee United: Raphael Meade, Mixu Paatelainen                                                                                               | Dundee United: Raphael Meade, Mixu Paatelainen                                                                                               | Dundee United: Raphael Meade, Mixu Paatelainen                                                                                               | Dundee United: Raphael Meade, Mixu Paatelainen                                                                                               | Dundee United: Raphael Meade, Mixu Paatelainen                                                                                               | Dundee United: Raphael Meade, Mixu Paatelainen                                                                                               |
| 106.  | Scottish Football League Premier Division 1988/89                                                                                            | 7. Jan. 1989 | FC Dundee | Dundee United | 0:1 | Dens Park | 16.332 |
| Tore: | Dundee United: Hamish French | Dundee United: Hamish French | Dundee United: Hamish French | Dundee United: Hamish French | Dundee United: Hamish French | Dundee United: Hamish French | Dundee United: Hamish French |
| 107.  | Scottish FA Cup 1988/89–3. Runde | 28. Jan. 1989 | FC Dundee | Dundee United | 1:2 | Dens Park | 18.117 |
| Tore: | FC Dundee: Ian Angus, Dundee United: Dave Bowman, Raphael Meade                                                                              | FC Dundee: Ian Angus, Dundee United: Dave Bowman, Raphael Meade                                                                              | FC Dundee: Ian Angus, Dundee United: Dave Bowman, Raphael Meade                                                                              | FC Dundee: Ian Angus, Dundee United: Dave Bowman, Raphael Meade                                                                              | FC Dundee: Ian Angus, Dundee United: Dave Bowman, Raphael Meade                                                                              | FC Dundee: Ian Angus, Dundee United: Dave Bowman, Raphael Meade                                                                              | FC Dundee: Ian Angus, Dundee United: Dave Bowman, Raphael Meade                                                                              |
| 108.  | Scottish Football League Premier Division 1988/89                                                                                            | 8. Apr. 1989 | Dundee United | FC Dundee | 2:1 | Tannadice Park | 11.912 |
| Tore: | Dundee United: Paul Sturrock, Kevin Gallacher, FC Dundee: Wes Saunders                                                                       | Dundee United: Paul Sturrock, Kevin Gallacher, FC Dundee: Wes Saunders                                                                       | Dundee United: Paul Sturrock, Kevin Gallacher, FC Dundee: Wes Saunders                                                                       | Dundee United: Paul Sturrock, Kevin Gallacher, FC Dundee: Wes Saunders                                                                       | Dundee United: Paul Sturrock, Kevin Gallacher, FC Dundee: Wes Saunders                                                                       | Dundee United: Paul Sturrock, Kevin Gallacher, FC Dundee: Wes Saunders                                                                       | Dundee United: Paul Sturrock, Kevin Gallacher, FC Dundee: Wes Saunders                                                                       |
| 109.  | Scottish Football League Premier Division 1989/90                                                                                            | 19. Aug. 1989 | FC Dundee | Dundee United | 4:3 | Dens Park | 13.623 |
| Tore: | FC Dundee: Keith Wright (3), Joe McBride, Dundee United: Maurice Malpas, Michael O’Neill, Mixu Paatelainen                                   | FC Dundee: Keith Wright (3), Joe McBride, Dundee United: Maurice Malpas, Michael O’Neill, Mixu Paatelainen                                   | FC Dundee: Keith Wright (3), Joe McBride, Dundee United: Maurice Malpas, Michael O’Neill, Mixu Paatelainen                                   | FC Dundee: Keith Wright (3), Joe McBride, Dundee United: Maurice Malpas, Michael O’Neill, Mixu Paatelainen                                   | FC Dundee: Keith Wright (3), Joe McBride, Dundee United: Maurice Malpas, Michael O’Neill, Mixu Paatelainen                                   | FC Dundee: Keith Wright (3), Joe McBride, Dundee United: Maurice Malpas, Michael O’Neill, Mixu Paatelainen                                   | FC Dundee: Keith Wright (3), Joe McBride, Dundee United: Maurice Malpas, Michael O’Neill, Mixu Paatelainen                                   |
| 110.  | Scottish Football League Premier Division 1989/90                                                                                            | 28. Okt. 1989 | Dundee United | FC Dundee | 0:0 | Tannadice Park | 11.528 |
| Tore: | Fehlanzeige | Fehlanzeige | Fehlanzeige | Fehlanzeige | Fehlanzeige | Fehlanzeige | Fehlanzeige |
| 111.  | Scottish Football League Premier Division 1989/90                                                                                            | 30. Dez. 1989 | FC Dundee | Dundee United | 1:1 | Dens Park | 12.805 |
| Tore: | FC Dundee: Gordon Chisholm, Dundee United: Darren Jackson                                                                                    | FC Dundee: Gordon Chisholm, Dundee United: Darren Jackson                                                                                    | FC Dundee: Gordon Chisholm, Dundee United: Darren Jackson                                                                                    | FC Dundee: Gordon Chisholm, Dundee United: Darren Jackson                                                                                    | FC Dundee: Gordon Chisholm, Dundee United: Darren Jackson                                                                                    | FC Dundee: Gordon Chisholm, Dundee United: Darren Jackson                                                                                    | FC Dundee: Gordon Chisholm, Dundee United: Darren Jackson                                                                                    |
| 112.  | Scottish FA Cup 1989/90–3. Runde | 20. Jan. 1990 | FC Dundee | Dundee United | 0:0 | Dens Park | 14.276 |
| Tore: | Fehlanzeige | Fehlanzeige | Fehlanzeige | Fehlanzeige | Fehlanzeige | Fehlanzeige | Fehlanzeige |
| 113.  | Scottish FA Cup 1989/90–3. Runde–Wiederholung                                                                                                | 23. Jan. 1990 | Dundee United | FC Dundee | 1:0 | Tannadice Park | 15.503 |
| Tore: | Dundee United: John Clark | Dundee United: John Clark | Dundee United: John Clark | Dundee United: John Clark | Dundee United: John Clark | Dundee United: John Clark | Dundee United: John Clark |
| 114.  | Scottish Football League Premier Division 1989/90                                                                                            | 24. März 1990 | Dundee United | FC Dundee | 1:2 | Tannadice Park | 11.918 |
| Tore: | Dundee United: Paddy Connolly, FC Dundee: Keith Wright, Rab Shannon                                                                          | Dundee United: Paddy Connolly, FC Dundee: Keith Wright, Rab Shannon                                                                          | Dundee United: Paddy Connolly, FC Dundee: Keith Wright, Rab Shannon                                                                          | Dundee United: Paddy Connolly, FC Dundee: Keith Wright, Rab Shannon                                                                          | Dundee United: Paddy Connolly, FC Dundee: Keith Wright, Rab Shannon                                                                          | Dundee United: Paddy Connolly, FC Dundee: Keith Wright, Rab Shannon                                                                          | Dundee United: Paddy Connolly, FC Dundee: Keith Wright, Rab Shannon                                                                          |
| 115.  | Scottish FA Cup 1990/91–Viertelfinale | 13. März 1991 | Dundee United | FC Dundee | 3:1 | Tannadice Park | 16.228 |
| Tore: | Dundee United: Ray McKinnon, Darren Jackson, Duncan Ferguson, FC Dundee: Billy Dodds                                                         | Dundee United: Ray McKinnon, Darren Jackson, Duncan Ferguson, FC Dundee: Billy Dodds                                                         | Dundee United: Ray McKinnon, Darren Jackson, Duncan Ferguson, FC Dundee: Billy Dodds                                                         | Dundee United: Ray McKinnon, Darren Jackson, Duncan Ferguson, FC Dundee: Billy Dodds                                                         | Dundee United: Ray McKinnon, Darren Jackson, Duncan Ferguson, FC Dundee: Billy Dodds                                                         | Dundee United: Ray McKinnon, Darren Jackson, Duncan Ferguson, FC Dundee: Billy Dodds                                                         | Dundee United: Ray McKinnon, Darren Jackson, Duncan Ferguson, FC Dundee: Billy Dodds                                                         |
| 116.  | Scottish Football League Premier Division 1992/93                                                                                            | 19. Sep. 1992 | Dundee United | FC Dundee | 0:1 | Tannadice Park | 12.622 |
| Tore: | FC Dundee: Billy Dodds | FC Dundee: Billy Dodds | FC Dundee: Billy Dodds | FC Dundee: Billy Dodds | FC Dundee: Billy Dodds | FC Dundee: Billy Dodds | FC Dundee: Billy Dodds |
| 117.  | Scottish Football League Premier Division 1992/93                                                                                            | 21. Nov. 1992 | FC Dundee | Dundee United | 1:3 | Dens Park | 11.116 |
| Tore: | FC Dundee: Billy Dodds, Dundee United: Gary Bollan, Paddy Connolly, John Clark                                                               | FC Dundee: Billy Dodds, Dundee United: Gary Bollan, Paddy Connolly, John Clark                                                               | FC Dundee: Billy Dodds, Dundee United: Gary Bollan, Paddy Connolly, John Clark                                                               | FC Dundee: Billy Dodds, Dundee United: Gary Bollan, Paddy Connolly, John Clark                                                               | FC Dundee: Billy Dodds, Dundee United: Gary Bollan, Paddy Connolly, John Clark                                                               | FC Dundee: Billy Dodds, Dundee United: Gary Bollan, Paddy Connolly, John Clark                                                               | FC Dundee: Billy Dodds, Dundee United: Gary Bollan, Paddy Connolly, John Clark                                                               |
| 118.  | Scottish Football League Premier Division 1992/93                                                                                            | 27. Feb. 1993 | Dundee United | FC Dundee | 1:0 | Tannadice Park | 12.140 |
| Tore: | Dundee United: Duncan Ferguson | Dundee United: Duncan Ferguson | Dundee United: Duncan Ferguson | Dundee United: Duncan Ferguson | Dundee United: Duncan Ferguson | Dundee United: Duncan Ferguson | Dundee United: Duncan Ferguson |
| 119.  | Scottish Football League Premier Division 1992/93                                                                                            | 20. Apr. 1993 | FC Dundee | Dundee United | 0:4 | Dens Park | 9.589 |
| Tore: | Dundee United: Christian Dailly (2), Paddy Connolly, Gary Bollan                                                                             | Dundee United: Christian Dailly (2), Paddy Connolly, Gary Bollan                                                                             | Dundee United: Christian Dailly (2), Paddy Connolly, Gary Bollan                                                                             | Dundee United: Christian Dailly (2), Paddy Connolly, Gary Bollan                                                                             | Dundee United: Christian Dailly (2), Paddy Connolly, Gary Bollan                                                                             | Dundee United: Christian Dailly (2), Paddy Connolly, Gary Bollan                                                                             | Dundee United: Christian Dailly (2), Paddy Connolly, Gary Bollan                                                                             |
| 120.  | Scottish Football League Premier Division 1993/94                                                                                            | 11. Sep. 1993 | Dundee United | FC Dundee | 1:0 | Tannadice Park | 10.283 |
| Tore: | Dundee United: Andy McLaren | Dundee United: Andy McLaren | Dundee United: Andy McLaren | Dundee United: Andy McLaren | Dundee United: Andy McLaren | Dundee United: Andy McLaren | Dundee United: Andy McLaren |
| 121.  | Scottish Football League Premier Division 1993/94                                                                                            | 7. Dez. 1993 | FC Dundee | Dundee United | 1:2 | Dens Park | 9.256 |
| Tore: | FC Dundee: Ray Farningham, Dundee United: Craig Brewster, Paddy Connolly                                                                     | FC Dundee: Ray Farningham, Dundee United: Craig Brewster, Paddy Connolly                                                                     | FC Dundee: Ray Farningham, Dundee United: Craig Brewster, Paddy Connolly                                                                     | FC Dundee: Ray Farningham, Dundee United: Craig Brewster, Paddy Connolly                                                                     | FC Dundee: Ray Farningham, Dundee United: Craig Brewster, Paddy Connolly                                                                     | FC Dundee: Ray Farningham, Dundee United: Craig Brewster, Paddy Connolly                                                                     | FC Dundee: Ray Farningham, Dundee United: Craig Brewster, Paddy Connolly                                                                     |
| 122.  | Scottish Football League Premier Division 1993/94                                                                                            | 5. Feb. 1994 | Dundee United | FC Dundee | 1:1 | Tannadice Park | 10.622 |
| Tore: | Dundee United: Paddy Connolly, FC Dundee: Dragutin Ristić                                                                                    | Dundee United: Paddy Connolly, FC Dundee: Dragutin Ristić                                                                                    | Dundee United: Paddy Connolly, FC Dundee: Dragutin Ristić                                                                                    | Dundee United: Paddy Connolly, FC Dundee: Dragutin Ristić                                                                                    | Dundee United: Paddy Connolly, FC Dundee: Dragutin Ristić                                                                                    | Dundee United: Paddy Connolly, FC Dundee: Dragutin Ristić                                                                                    | Dundee United: Paddy Connolly, FC Dundee: Dragutin Ristić                                                                                    |
| 123.  | Scottish Football League Premier Division 1993/94                                                                                            | 29. März 1994 | FC Dundee | Dundee United | 1:1 | Dens Park | 7.645 |
| Tore: | FC Dundee: Neil Duffy, Dundee United: Craig Brewster                                                                                         | FC Dundee: Neil Duffy, Dundee United: Craig Brewster                                                                                         | FC Dundee: Neil Duffy, Dundee United: Craig Brewster                                                                                         | FC Dundee: Neil Duffy, Dundee United: Craig Brewster                                                                                         | FC Dundee: Neil Duffy, Dundee United: Craig Brewster                                                                                         | FC Dundee: Neil Duffy, Dundee United: Craig Brewster                                                                                         | FC Dundee: Neil Duffy, Dundee United: Craig Brewster                                                                                         |
| 124.  | Scottish Football League First Division 1995/96                                                                                              | 30. Sep. 1995 | FC Dundee | Dundee United | 2:3 | Dens Park | 10.395 |
| Tore: | FC Dundee: Jim Hamilton (2), Dundee United: Billy McKinlay (3)                                                                               | FC Dundee: Jim Hamilton (2), Dundee United: Billy McKinlay (3)                                                                               | FC Dundee: Jim Hamilton (2), Dundee United: Billy McKinlay (3)                                                                               | FC Dundee: Jim Hamilton (2), Dundee United: Billy McKinlay (3)                                                                               | FC Dundee: Jim Hamilton (2), Dundee United: Billy McKinlay (3)                                                                               | FC Dundee: Jim Hamilton (2), Dundee United: Billy McKinlay (3)                                                                               | FC Dundee: Jim Hamilton (2), Dundee United: Billy McKinlay (3)                                                                               |
| 125.  | Scottish Football League First Division 1995/96                                                                                              | 18. Nov. 1995 | Dundee United | FC Dundee | 2:3 | Tannadice Park | 10.682 |
| Tore: | Dundee United: Craig Brewster, Maurice Malpas, FC Dundee: George Shaw (2), Morten Wieghorst                                                  | Dundee United: Craig Brewster, Maurice Malpas, FC Dundee: George Shaw (2), Morten Wieghorst                                                  | Dundee United: Craig Brewster, Maurice Malpas, FC Dundee: George Shaw (2), Morten Wieghorst                                                  | Dundee United: Craig Brewster, Maurice Malpas, FC Dundee: George Shaw (2), Morten Wieghorst                                                  | Dundee United: Craig Brewster, Maurice Malpas, FC Dundee: George Shaw (2), Morten Wieghorst                                                  | Dundee United: Craig Brewster, Maurice Malpas, FC Dundee: George Shaw (2), Morten Wieghorst                                                  | Dundee United: Craig Brewster, Maurice Malpas, FC Dundee: George Shaw (2), Morten Wieghorst                                                  |
| 126.  | Scottish Football League First Division 1995/96                                                                                              | 9. Jan. 1996 | FC Dundee | Dundee United | 0:2 | Dens Park | 9.199 |
| Tore: | Dundee United: Robbie Winters (2) | Dundee United: Robbie Winters (2) | Dundee United: Robbie Winters (2) | Dundee United: Robbie Winters (2) | Dundee United: Robbie Winters (2) | Dundee United: Robbie Winters (2) | Dundee United: Robbie Winters (2) |
| 127.  | Scottish Football League First Division 1995/96                                                                                              | 16. März 1996 | Dundee United | FC Dundee | 2:0 | Tannadice Park | 9.669 |
| Tore: | Dundee United: Craig Brewster, Gary McSwegan                                                                                                 | Dundee United: Craig Brewster, Gary McSwegan                                                                                                 | Dundee United: Craig Brewster, Gary McSwegan                                                                                                 | Dundee United: Craig Brewster, Gary McSwegan                                                                                                 | Dundee United: Craig Brewster, Gary McSwegan                                                                                                 | Dundee United: Craig Brewster, Gary McSwegan                                                                                                 | Dundee United: Craig Brewster, Gary McSwegan                                                                                                 |
| 128.  | Scottish League Cup 1996/97–3. Runde | 3. Sep. 1996 | Dundee United | FC Dundee | 2:2 2:4 i. E. | Tannadice Park | 11.839 |
| Tore: | Dundee United: Owen Coyle, Gary McSwegan, FC Dundee: Jim Hamilton (2)                                                                        | Dundee United: Owen Coyle, Gary McSwegan, FC Dundee: Jim Hamilton (2)                                                                        | Dundee United: Owen Coyle, Gary McSwegan, FC Dundee: Jim Hamilton (2)                                                                        | Dundee United: Owen Coyle, Gary McSwegan, FC Dundee: Jim Hamilton (2)                                                                        | Dundee United: Owen Coyle, Gary McSwegan, FC Dundee: Jim Hamilton (2)                                                                        | Dundee United: Owen Coyle, Gary McSwegan, FC Dundee: Jim Hamilton (2)                                                                        | Dundee United: Owen Coyle, Gary McSwegan, FC Dundee: Jim Hamilton (2)                                                                        |
| 129.  | Scottish Premier League 1998/99 | 19. Sep. 1998 | FC Dundee | Dundee United | 2:2 | Dens Park | 12.081 |
| Tore: | FC Dundee: Eddie Annand, Dariusz Adamczuk, Dundee United: Gary McSwegan, Kjell Olofsson                                                      | FC Dundee: Eddie Annand, Dariusz Adamczuk, Dundee United: Gary McSwegan, Kjell Olofsson                                                      | FC Dundee: Eddie Annand, Dariusz Adamczuk, Dundee United: Gary McSwegan, Kjell Olofsson                                                      | FC Dundee: Eddie Annand, Dariusz Adamczuk, Dundee United: Gary McSwegan, Kjell Olofsson                                                      | FC Dundee: Eddie Annand, Dariusz Adamczuk, Dundee United: Gary McSwegan, Kjell Olofsson                                                      | FC Dundee: Eddie Annand, Dariusz Adamczuk, Dundee United: Gary McSwegan, Kjell Olofsson                                                      | FC Dundee: Eddie Annand, Dariusz Adamczuk, Dundee United: Gary McSwegan, Kjell Olofsson                                                      |
| 130.  | Scottish Premier League 1998/99 | 22. Nov. 1998 | Dundee United | FC Dundee | 0:1 | Tannadice Park | 11.230 |
| Tore: | FC Dundee: James Grady | FC Dundee: James Grady | FC Dundee: James Grady | FC Dundee: James Grady | FC Dundee: James Grady | FC Dundee: James Grady | FC Dundee: James Grady |
| 131.  | Scottish Premier League 1998/99 | 2. Jan. 1999 | FC Dundee | Dundee United | 1:3 | Dens Park | 11.751 |
| Tore: | FC Dundee: Shaun McSkimming, Dundee United: Billy Dodds, Steven Thompson, Kjell Olofsson                                                     | FC Dundee: Shaun McSkimming, Dundee United: Billy Dodds, Steven Thompson, Kjell Olofsson                                                     | FC Dundee: Shaun McSkimming, Dundee United: Billy Dodds, Steven Thompson, Kjell Olofsson                                                     | FC Dundee: Shaun McSkimming, Dundee United: Billy Dodds, Steven Thompson, Kjell Olofsson                                                     | FC Dundee: Shaun McSkimming, Dundee United: Billy Dodds, Steven Thompson, Kjell Olofsson                                                     | FC Dundee: Shaun McSkimming, Dundee United: Billy Dodds, Steven Thompson, Kjell Olofsson                                                     | FC Dundee: Shaun McSkimming, Dundee United: Billy Dodds, Steven Thompson, Kjell Olofsson                                                     |
| 132.  | Scottish Premier League 1998/99 | 1. Mai 1999 | Dundee United | FC Dundee | 0:2 | Tannadice Park | 12.280 |
| Tore: | FC Dundee: Brian Irvine, James Grady | FC Dundee: Brian Irvine, James Grady | FC Dundee: Brian Irvine, James Grady | FC Dundee: Brian Irvine, James Grady | FC Dundee: Brian Irvine, James Grady | FC Dundee: Brian Irvine, James Grady | FC Dundee: Brian Irvine, James Grady |
| 133.  | Scottish Premier League 1999/2000 | 11. Juli 1999 | Dundee United | FC Dundee | 2:1 | Tannadice Park | 11.693 |
| Tore: | Dundee United: Magnus Sköldmark, Joaquim Ferraz, FC Dundee: Willie Falconer                                                                  | Dundee United: Magnus Sköldmark, Joaquim Ferraz, FC Dundee: Willie Falconer                                                                  | Dundee United: Magnus Sköldmark, Joaquim Ferraz, FC Dundee: Willie Falconer                                                                  | Dundee United: Magnus Sköldmark, Joaquim Ferraz, FC Dundee: Willie Falconer                                                                  | Dundee United: Magnus Sköldmark, Joaquim Ferraz, FC Dundee: Willie Falconer                                                                  | Dundee United: Magnus Sköldmark, Joaquim Ferraz, FC Dundee: Willie Falconer                                                                  | Dundee United: Magnus Sköldmark, Joaquim Ferraz, FC Dundee: Willie Falconer                                                                  |
| 134.  | Scottish Premier League 1999/2000 | 17. Okt. 1999 | FC Dundee | Dundee United | 0:2 | Dens Park | 9.484 |
| Tore: | Dundee United: Billy Dodds, Steven Thompson                                                                                                  | Dundee United: Billy Dodds, Steven Thompson                                                                                                  | Dundee United: Billy Dodds, Steven Thompson                                                                                                  | Dundee United: Billy Dodds, Steven Thompson                                                                                                  | Dundee United: Billy Dodds, Steven Thompson                                                                                                  | Dundee United: Billy Dodds, Steven Thompson                                                                                                  | Dundee United: Billy Dodds, Steven Thompson                                                                                                  |
| 135.  | Scottish Premier League 1999/2000 | 12. Dez. 1999 | Dundee United | FC Dundee | 1:0 | Tannadice Park | 9.185 |
| Tore: | Dundee United: Joaquim Ferraz | Dundee United: Joaquim Ferraz | Dundee United: Joaquim Ferraz | Dundee United: Joaquim Ferraz | Dundee United: Joaquim Ferraz | Dundee United: Joaquim Ferraz | Dundee United: Joaquim Ferraz |
| 136.  | Scottish Premier League 1999/2000 | 6. Mai 2000 | FC Dundee | Dundee United | 3:0 | Dens Park | 8.581 |
| Tore: | FC Dundee: Willie Falconer (2), James Grady                                                                                                  | FC Dundee: Willie Falconer (2), James Grady                                                                                                  | FC Dundee: Willie Falconer (2), James Grady                                                                                                  | FC Dundee: Willie Falconer (2), James Grady                                                                                                  | FC Dundee: Willie Falconer (2), James Grady                                                                                                  | FC Dundee: Willie Falconer (2), James Grady                                                                                                  | FC Dundee: Willie Falconer (2), James Grady                                                                                                  |
| 137.  | Scottish Premier League 2000/01 | 20. Sep. 2000 | FC Dundee | Dundee United | 3:0 | Dens Park | 9.838 |
| Tore: | FC Dundee: Juan Sara (3) | FC Dundee: Juan Sara (3) | FC Dundee: Juan Sara (3) | FC Dundee: Juan Sara (3) | FC Dundee: Juan Sara (3) | FC Dundee: Juan Sara (3) | FC Dundee: Juan Sara (3) |
| 138.  | Scottish Premier League 2000/01 | 11. Nov. 2000 | Dundee United | FC Dundee | 0:2 | Tannadice Park | 11.454 |
| Tore: | FC Dundee: Claudio Caniggia, Giorgi Nemsadse                                                                                                 | FC Dundee: Claudio Caniggia, Giorgi Nemsadse                                                                                                 | FC Dundee: Claudio Caniggia, Giorgi Nemsadse                                                                                                 | FC Dundee: Claudio Caniggia, Giorgi Nemsadse                                                                                                 | FC Dundee: Claudio Caniggia, Giorgi Nemsadse                                                                                                 | FC Dundee: Claudio Caniggia, Giorgi Nemsadse                                                                                                 | FC Dundee: Claudio Caniggia, Giorgi Nemsadse                                                                                                 |
| 139.  | Scottish Premier League 2000/01 | 31. Jan. 2001 | FC Dundee | Dundee United | 2:3 | Dens Park | 11.724 |
| Tore: | FC Dundee: Claudio Caniggia, Willie Falconer, Dundee United: Hugh Davidson, Craig Easton, Jim Lauchlan                                       | FC Dundee: Claudio Caniggia, Willie Falconer, Dundee United: Hugh Davidson, Craig Easton, Jim Lauchlan                                       | FC Dundee: Claudio Caniggia, Willie Falconer, Dundee United: Hugh Davidson, Craig Easton, Jim Lauchlan                                       | FC Dundee: Claudio Caniggia, Willie Falconer, Dundee United: Hugh Davidson, Craig Easton, Jim Lauchlan                                       | FC Dundee: Claudio Caniggia, Willie Falconer, Dundee United: Hugh Davidson, Craig Easton, Jim Lauchlan                                       | FC Dundee: Claudio Caniggia, Willie Falconer, Dundee United: Hugh Davidson, Craig Easton, Jim Lauchlan                                       | FC Dundee: Claudio Caniggia, Willie Falconer, Dundee United: Hugh Davidson, Craig Easton, Jim Lauchlan                                       |
| 140.  | Scottish Premier League 2001/02 | 28. Juli 2001 | Dundee United | FC Dundee | 2:2 | Tannadice Park | 13.327 |
| Tore: | Dundee United: Charlie Miller, Jim Hamilton, FC Dundee: Juan Sara, Gavin Rae                                                                 | Dundee United: Charlie Miller, Jim Hamilton, FC Dundee: Juan Sara, Gavin Rae                                                                 | Dundee United: Charlie Miller, Jim Hamilton, FC Dundee: Juan Sara, Gavin Rae                                                                 | Dundee United: Charlie Miller, Jim Hamilton, FC Dundee: Juan Sara, Gavin Rae                                                                 | Dundee United: Charlie Miller, Jim Hamilton, FC Dundee: Juan Sara, Gavin Rae                                                                 | Dundee United: Charlie Miller, Jim Hamilton, FC Dundee: Juan Sara, Gavin Rae                                                                 | Dundee United: Charlie Miller, Jim Hamilton, FC Dundee: Juan Sara, Gavin Rae                                                                 |
| 141.  | Scottish Premier League 2001/02 | 3. Nov. 2001 | FC Dundee | Dundee United | 1:1 | Dens Park | 11.751 |
| Tore: | FC Dundee: Beto Carranza, Dundee United: Charlie Miller                                                                                      | FC Dundee: Beto Carranza, Dundee United: Charlie Miller                                                                                      | FC Dundee: Beto Carranza, Dundee United: Charlie Miller                                                                                      | FC Dundee: Beto Carranza, Dundee United: Charlie Miller                                                                                      | FC Dundee: Beto Carranza, Dundee United: Charlie Miller                                                                                      | FC Dundee: Beto Carranza, Dundee United: Charlie Miller                                                                                      | FC Dundee: Beto Carranza, Dundee United: Charlie Miller                                                                                      |
| 142.  | Scottish Premier League 2001/02 | 19. Jan. 2002 | Dundee United | FC Dundee | 1:0 | Tannadice Park | 12.851 |
| Tore: | Dundee United: Jim McIntyre | Dundee United: Jim McIntyre | Dundee United: Jim McIntyre | Dundee United: Jim McIntyre | Dundee United: Jim McIntyre | Dundee United: Jim McIntyre | Dundee United: Jim McIntyre |
| 143.  | Scottish Premier League 2001/02 | 20. Apr. 2002 | FC Dundee | Dundee United | 0:1 | Dens Park | 10.087 |
| Tore: | Dundee United: Lee Wilkie (Eigentor) | Dundee United: Lee Wilkie (Eigentor) | Dundee United: Lee Wilkie (Eigentor) | Dundee United: Lee Wilkie (Eigentor) | Dundee United: Lee Wilkie (Eigentor) | Dundee United: Lee Wilkie (Eigentor) | Dundee United: Lee Wilkie (Eigentor) |
| 144.  | Scottish Premier League 2002/03 | 31. Aug. 2002 | Dundee United | FC Dundee | 0:0 | Tannadice Park | 12.402 |
| Tore: | Fehlanzeige | Fehlanzeige | Fehlanzeige | Fehlanzeige | Fehlanzeige | Fehlanzeige | Fehlanzeige |
| 145.  | Scottish Premier League 2002/03 | 23. Nov. 2002 | FC Dundee | Dundee United | 3:2 | Dens Park | 11.539 |
| Tore: | FC Dundee: Fabián Caballero (2), Jonay Hernández, Dundee United: Jim Hamilton, Jim McIntyre                                                  | FC Dundee: Fabián Caballero (2), Jonay Hernández, Dundee United: Jim Hamilton, Jim McIntyre                                                  | FC Dundee: Fabián Caballero (2), Jonay Hernández, Dundee United: Jim Hamilton, Jim McIntyre                                                  | FC Dundee: Fabián Caballero (2), Jonay Hernández, Dundee United: Jim Hamilton, Jim McIntyre                                                  | FC Dundee: Fabián Caballero (2), Jonay Hernández, Dundee United: Jim Hamilton, Jim McIntyre                                                  | FC Dundee: Fabián Caballero (2), Jonay Hernández, Dundee United: Jim Hamilton, Jim McIntyre                                                  | FC Dundee: Fabián Caballero (2), Jonay Hernández, Dundee United: Jim Hamilton, Jim McIntyre                                                  |
| 146.  | Scottish Premier League 2002/03 | 9. Feb. 2003 | Dundee United | FC Dundee | 1:1 | Tannadice Park | 10.457 |
| Tore: | Dundee United: Dave Mackay (Eigentor), FC Dundee: Nacho Novo                                                                                 | Dundee United: Dave Mackay (Eigentor), FC Dundee: Nacho Novo                                                                                 | Dundee United: Dave Mackay (Eigentor), FC Dundee: Nacho Novo                                                                                 | Dundee United: Dave Mackay (Eigentor), FC Dundee: Nacho Novo                                                                                 | Dundee United: Dave Mackay (Eigentor), FC Dundee: Nacho Novo                                                                                 | Dundee United: Dave Mackay (Eigentor), FC Dundee: Nacho Novo                                                                                 | Dundee United: Dave Mackay (Eigentor), FC Dundee: Nacho Novo                                                                                 |
| 147.  | Scottish Premier League 2003/04 | 26. Okt. 2003 | Dundee United | FC Dundee | 1:1 | Tannadice Park | 12.292 |
| Tore: | Dundee United: Jim McIntyre, FC Dundee: Nacho Novo                                                                                           | Dundee United: Jim McIntyre, FC Dundee: Nacho Novo                                                                                           | Dundee United: Jim McIntyre, FC Dundee: Nacho Novo                                                                                           | Dundee United: Jim McIntyre, FC Dundee: Nacho Novo                                                                                           | Dundee United: Jim McIntyre, FC Dundee: Nacho Novo                                                                                           | Dundee United: Jim McIntyre, FC Dundee: Nacho Novo                                                                                           | Dundee United: Jim McIntyre, FC Dundee: Nacho Novo                                                                                           |
| 148.  | Scottish Premier League 2003/04 | 25. Jan. 2004 | FC Dundee | Dundee United | 2:1 | Dens Park | 10.747 |
| Tore: | FC Dundee: Nacho Novo, Steve Lovell, Dundee United: Billy Dodds                                                                              | FC Dundee: Nacho Novo, Steve Lovell, Dundee United: Billy Dodds                                                                              | FC Dundee: Nacho Novo, Steve Lovell, Dundee United: Billy Dodds                                                                              | FC Dundee: Nacho Novo, Steve Lovell, Dundee United: Billy Dodds                                                                              | FC Dundee: Nacho Novo, Steve Lovell, Dundee United: Billy Dodds                                                                              | FC Dundee: Nacho Novo, Steve Lovell, Dundee United: Billy Dodds                                                                              | FC Dundee: Nacho Novo, Steve Lovell, Dundee United: Billy Dodds                                                                              |
| 149.  | Scottish Premier League 2003/04 | 11. Apr. 2004 | Dundee United | FC Dundee | 2:2 | Tannadice Park | 9.571 |
| Tore: | Dundee United: Billy Dodds (2), FC Dundee: Steve Lovell, Steven Milne                                                                        | Dundee United: Billy Dodds (2), FC Dundee: Steve Lovell, Steven Milne                                                                        | Dundee United: Billy Dodds (2), FC Dundee: Steve Lovell, Steven Milne                                                                        | Dundee United: Billy Dodds (2), FC Dundee: Steve Lovell, Steven Milne                                                                        | Dundee United: Billy Dodds (2), FC Dundee: Steve Lovell, Steven Milne                                                                        | Dundee United: Billy Dodds (2), FC Dundee: Steve Lovell, Steven Milne                                                                        | Dundee United: Billy Dodds (2), FC Dundee: Steve Lovell, Steven Milne                                                                        |
| 150.  | Scottish Premier League 2004/05 | 15. Aug. 2004 | Dundee United | FC Dundee | 1:2 | Tannadice Park | 11.118 |
| Tore: | Dundee United: Alan Archibald, FC Dundee: Steve Lovell, John Sutton                                                                          | Dundee United: Alan Archibald, FC Dundee: Steve Lovell, John Sutton                                                                          | Dundee United: Alan Archibald, FC Dundee: Steve Lovell, John Sutton                                                                          | Dundee United: Alan Archibald, FC Dundee: Steve Lovell, John Sutton                                                                          | Dundee United: Alan Archibald, FC Dundee: Steve Lovell, John Sutton                                                                          | Dundee United: Alan Archibald, FC Dundee: Steve Lovell, John Sutton                                                                          | Dundee United: Alan Archibald, FC Dundee: Steve Lovell, John Sutton                                                                          |
| 151.  | Scottish Premier League 2004/05 | 6. Nov. 2004 | FC Dundee | Dundee United | 1:0 | Dens Park | 9.845 |
| Tore: | FC Dundee: John Sutton | FC Dundee: John Sutton | FC Dundee: John Sutton | FC Dundee: John Sutton | FC Dundee: John Sutton | FC Dundee: John Sutton | FC Dundee: John Sutton |
| 152.  | Scottish Premier League 2004/05 | 29. Jan. 2005 | Dundee United | FC Dundee | 2:2 | Tannadice Park | 12.703 |
| Tore: | Dundee United: Stuart Duff, Jim McIntyre FC Dundee: Tam McManus, Steve Lovell                                                                | Dundee United: Stuart Duff, Jim McIntyre FC Dundee: Tam McManus, Steve Lovell                                                                | Dundee United: Stuart Duff, Jim McIntyre FC Dundee: Tam McManus, Steve Lovell                                                                | Dundee United: Stuart Duff, Jim McIntyre FC Dundee: Tam McManus, Steve Lovell                                                                | Dundee United: Stuart Duff, Jim McIntyre FC Dundee: Tam McManus, Steve Lovell                                                                | Dundee United: Stuart Duff, Jim McIntyre FC Dundee: Tam McManus, Steve Lovell                                                                | Dundee United: Stuart Duff, Jim McIntyre FC Dundee: Tam McManus, Steve Lovell                                                                |
| 153.  | Scottish Premier League 2004/05 | 30. Apr. 2005 | FC Dundee | Dundee United | 1:2 | Dens Park | 11.263 |
| Tore: | FC Dundee: Steve Lovell Dundee United: Mark Wilson, Jim McIntyre                                                                             | FC Dundee: Steve Lovell Dundee United: Mark Wilson, Jim McIntyre                                                                             | FC Dundee: Steve Lovell Dundee United: Mark Wilson, Jim McIntyre                                                                             | FC Dundee: Steve Lovell Dundee United: Mark Wilson, Jim McIntyre                                                                             | FC Dundee: Steve Lovell Dundee United: Mark Wilson, Jim McIntyre                                                                             | FC Dundee: Steve Lovell Dundee United: Mark Wilson, Jim McIntyre                                                                             | FC Dundee: Steve Lovell Dundee United: Mark Wilson, Jim McIntyre                                                                             |
| 154.  | Scottish Premier League 2012/13 | 19. Aug. 2012 | Dundee United | FC Dundee | 3:0 | Tannadice Park | 13.538 |
| Tore: | Dundee United: Johnny Russell (2), Gavin Gunning                                                                                             | Dundee United: Johnny Russell (2), Gavin Gunning                                                                                             | Dundee United: Johnny Russell (2), Gavin Gunning                                                                                             | Dundee United: Johnny Russell (2), Gavin Gunning                                                                                             | Dundee United: Johnny Russell (2), Gavin Gunning                                                                                             | Dundee United: Johnny Russell (2), Gavin Gunning                                                                                             | Dundee United: Johnny Russell (2), Gavin Gunning                                                                                             |
| 155.  | Scottish Premier League 2012/13 | 9. Dez. 2012 | FC Dundee | Dundee United | 0:3 | Dens Park | 11.419 |
| Tore: | Dundee United: Keith Watson, Jon Daly, Willo Flood                                                                                           | Dundee United: Keith Watson, Jon Daly, Willo Flood                                                                                           | Dundee United: Keith Watson, Jon Daly, Willo Flood                                                                                           | Dundee United: Keith Watson, Jon Daly, Willo Flood                                                                                           | Dundee United: Keith Watson, Jon Daly, Willo Flood                                                                                           | Dundee United: Keith Watson, Jon Daly, Willo Flood                                                                                           | Dundee United: Keith Watson, Jon Daly, Willo Flood                                                                                           |
| 156.  | Scottish FA Cup 2012/13–Viertelfinale | 3. März 2013 | FC Dundee | Dundee United | 1:2 | Dens Park | 10.191 |
| Tore: | FC Dundee: Jim McAlister Dundee United: Brian McLean, Gary Mackay-Steven                                                                     | FC Dundee: Jim McAlister Dundee United: Brian McLean, Gary Mackay-Steven                                                                     | FC Dundee: Jim McAlister Dundee United: Brian McLean, Gary Mackay-Steven                                                                     | FC Dundee: Jim McAlister Dundee United: Brian McLean, Gary Mackay-Steven                                                                     | FC Dundee: Jim McAlister Dundee United: Brian McLean, Gary Mackay-Steven                                                                     | FC Dundee: Jim McAlister Dundee United: Brian McLean, Gary Mackay-Steven                                                                     | FC Dundee: Jim McAlister Dundee United: Brian McLean, Gary Mackay-Steven                                                                     |
| 157.  | Scottish Premier League 2012/13 | 17. März 2013 | Dundee United | FC Dundee | 1:1 | Tannadice Park | 10.731 |
| Tore: | Dundee United: Michael Gardyne FC Dundee: Ryan Conroy                                                                                        | Dundee United: Michael Gardyne FC Dundee: Ryan Conroy                                                                                        | Dundee United: Michael Gardyne FC Dundee: Ryan Conroy                                                                                        | Dundee United: Michael Gardyne FC Dundee: Ryan Conroy                                                                                        | Dundee United: Michael Gardyne FC Dundee: Ryan Conroy                                                                                        | Dundee United: Michael Gardyne FC Dundee: Ryan Conroy                                                                                        | Dundee United: Michael Gardyne FC Dundee: Ryan Conroy                                                                                        |
| 158.  | Scottish Premiership 2014/15 | 21. Sep. 2014 | FC Dundee | Dundee United | 1:4 | Dens Park | 11.447 |
| Tore: | FC Dundee: Greg Stewart Dundee United: Mario Bilate, Ryan Dow, Callum Morris, Keith Watson                                                   | FC Dundee: Greg Stewart Dundee United: Mario Bilate, Ryan Dow, Callum Morris, Keith Watson                                                   | FC Dundee: Greg Stewart Dundee United: Mario Bilate, Ryan Dow, Callum Morris, Keith Watson                                                   | FC Dundee: Greg Stewart Dundee United: Mario Bilate, Ryan Dow, Callum Morris, Keith Watson                                                   | FC Dundee: Greg Stewart Dundee United: Mario Bilate, Ryan Dow, Callum Morris, Keith Watson                                                   | FC Dundee: Greg Stewart Dundee United: Mario Bilate, Ryan Dow, Callum Morris, Keith Watson                                                   | FC Dundee: Greg Stewart Dundee United: Mario Bilate, Ryan Dow, Callum Morris, Keith Watson                                                   |
| 159.  | Scottish League Cup 2014/15–3. Runde | 24. Sep. 2014 | Dundee United | FC Dundee | 1:0 | Tannadice Park | 13.041 |
| Tore: | Dundee United: Jarosław Fojut | Dundee United: Jarosław Fojut | Dundee United: Jarosław Fojut | Dundee United: Jarosław Fojut | Dundee United: Jarosław Fojut | Dundee United: Jarosław Fojut | Dundee United: Jarosław Fojut |
| 160.  | Scottish Premiership 2014/15 | 1. Jan. 2015 | Dundee United | FC Dundee | 6:2 | Tannadice Park | 12.964 |
| Tore: | Dundee United: Gary Mackay-Steven (2), Stuart Armstrong, Chris Erskine, Jarosław Fojut, Charlie Telfer FC Dundee:Greg Stewart, Luka Tankulic | Dundee United: Gary Mackay-Steven (2), Stuart Armstrong, Chris Erskine, Jarosław Fojut, Charlie Telfer FC Dundee:Greg Stewart, Luka Tankulic | Dundee United: Gary Mackay-Steven (2), Stuart Armstrong, Chris Erskine, Jarosław Fojut, Charlie Telfer FC Dundee:Greg Stewart, Luka Tankulic | Dundee United: Gary Mackay-Steven (2), Stuart Armstrong, Chris Erskine, Jarosław Fojut, Charlie Telfer FC Dundee:Greg Stewart, Luka Tankulic | Dundee United: Gary Mackay-Steven (2), Stuart Armstrong, Chris Erskine, Jarosław Fojut, Charlie Telfer FC Dundee:Greg Stewart, Luka Tankulic | Dundee United: Gary Mackay-Steven (2), Stuart Armstrong, Chris Erskine, Jarosław Fojut, Charlie Telfer FC Dundee:Greg Stewart, Luka Tankulic | Dundee United: Gary Mackay-Steven (2), Stuart Armstrong, Chris Erskine, Jarosław Fojut, Charlie Telfer FC Dundee:Greg Stewart, Luka Tankulic |
| 161.  | Scottish Premiership 2014/15 | 8. Apr. 2015 | FC Dundee | Dundee United | 3:1 | Dens Park | 10.510 |
| Tore: | FC Dundee: Greg Stewart, James McPake, Paul Heffernan Dundee United: Nadir Çiftçi                                                            | FC Dundee: Greg Stewart, James McPake, Paul Heffernan Dundee United: Nadir Çiftçi                                                            | FC Dundee: Greg Stewart, James McPake, Paul Heffernan Dundee United: Nadir Çiftçi                                                            | FC Dundee: Greg Stewart, James McPake, Paul Heffernan Dundee United: Nadir Çiftçi                                                            | FC Dundee: Greg Stewart, James McPake, Paul Heffernan Dundee United: Nadir Çiftçi                                                            | FC Dundee: Greg Stewart, James McPake, Paul Heffernan Dundee United: Nadir Çiftçi                                                            | FC Dundee: Greg Stewart, James McPake, Paul Heffernan Dundee United: Nadir Çiftçi                                                            |
| 162.  | Scottish Premiership 2014/15 | 24. Mai 2015 | Dundee United | FC Dundee | 3:0 | Tannadice Park | 10.812 |
| Tore: | Dundee United: Nadir Çiftçi (2), Blair Spittal                                                                                               | Dundee United: Nadir Çiftçi (2), Blair Spittal                                                                                               | Dundee United: Nadir Çiftçi (2), Blair Spittal                                                                                               | Dundee United: Nadir Çiftçi (2), Blair Spittal                                                                                               | Dundee United: Nadir Çiftçi (2), Blair Spittal                                                                                               | Dundee United: Nadir Çiftçi (2), Blair Spittal                                                                                               | Dundee United: Nadir Çiftçi (2), Blair Spittal                                                                                               |
| 163.  | Scottish Premiership 2015/16 | 11. Aug. 2015 | Dundee United | FC Dundee | 2:2 | Tannadice Park | 11.835 |
| Tore: | Dundee United: Blair Spittal (2) FC Dundee: Greg Stewart, James McPake                                                                       | Dundee United: Blair Spittal (2) FC Dundee: Greg Stewart, James McPake                                                                       | Dundee United: Blair Spittal (2) FC Dundee: Greg Stewart, James McPake                                                                       | Dundee United: Blair Spittal (2) FC Dundee: Greg Stewart, James McPake                                                                       | Dundee United: Blair Spittal (2) FC Dundee: Greg Stewart, James McPake                                                                       | Dundee United: Blair Spittal (2) FC Dundee: Greg Stewart, James McPake                                                                       | Dundee United: Blair Spittal (2) FC Dundee: Greg Stewart, James McPake                                                                       |
| 164.  | Scottish Premiership 2015/16 | 2. Jan. 2016 | FC Dundee | Dundee United | 2:1 | Dens Park | 11.025 |
| Tore: | FC Dundee: Kane Hemmings, Nick Ross Dundee United: Blair Spittal                                                                             | FC Dundee: Kane Hemmings, Nick Ross Dundee United: Blair Spittal                                                                             | FC Dundee: Kane Hemmings, Nick Ross Dundee United: Blair Spittal                                                                             | FC Dundee: Kane Hemmings, Nick Ross Dundee United: Blair Spittal                                                                             | FC Dundee: Kane Hemmings, Nick Ross Dundee United: Blair Spittal                                                                             | FC Dundee: Kane Hemmings, Nick Ross Dundee United: Blair Spittal                                                                             | FC Dundee: Kane Hemmings, Nick Ross Dundee United: Blair Spittal                                                                             |
| 165.  | Scottish Premiership 2015/16 | 20. März 2016 | Dundee United | FC Dundee | 2:2 | Tannadice Park | 11.603 |
| Tore: | Dundee United: Billy Mckay (2) FC Dundee: Kane Hemmings (2)                                                                                  | Dundee United: Billy Mckay (2) FC Dundee: Kane Hemmings (2)                                                                                  | Dundee United: Billy Mckay (2) FC Dundee: Kane Hemmings (2)                                                                                  | Dundee United: Billy Mckay (2) FC Dundee: Kane Hemmings (2)                                                                                  | Dundee United: Billy Mckay (2) FC Dundee: Kane Hemmings (2)                                                                                  | Dundee United: Billy Mckay (2) FC Dundee: Kane Hemmings (2)                                                                                  | Dundee United: Billy Mckay (2) FC Dundee: Kane Hemmings (2)                                                                                  |
| 166.  | Scottish Premiership 2015/16 | 2. Mai 2016 | FC Dundee | Dundee United | 2:1 | Dens Park | 10.088 |
| Tore: | FC Dundee: Kostadin Gadschalow, Craig Wighton Dundee United: Edward Ofere                                                                    | FC Dundee: Kostadin Gadschalow, Craig Wighton Dundee United: Edward Ofere                                                                    | FC Dundee: Kostadin Gadschalow, Craig Wighton Dundee United: Edward Ofere                                                                    | FC Dundee: Kostadin Gadschalow, Craig Wighton Dundee United: Edward Ofere                                                                    | FC Dundee: Kostadin Gadschalow, Craig Wighton Dundee United: Edward Ofere                                                                    | FC Dundee: Kostadin Gadschalow, Craig Wighton Dundee United: Edward Ofere                                                                    | FC Dundee: Kostadin Gadschalow, Craig Wighton Dundee United: Edward Ofere                                                                    |
| 167.  | Scottish League Cup 2017/18–Gruppe C | 30. Juli 2017 | FC Dundee | Dundee United | 1:1 3:4 i. E. | Dens Park | 10.460 |
| Tore: | FC Dundee: Mark O’Hara Dundee United: Paul McMullan                                                                                          | FC Dundee: Mark O’Hara Dundee United: Paul McMullan                                                                                          | FC Dundee: Mark O’Hara Dundee United: Paul McMullan                                                                                          | FC Dundee: Mark O’Hara Dundee United: Paul McMullan                                                                                          | FC Dundee: Mark O’Hara Dundee United: Paul McMullan                                                                                          | FC Dundee: Mark O’Hara Dundee United: Paul McMullan                                                                                          | FC Dundee: Mark O’Hara Dundee United: Paul McMullan                                                                                          |
| 168.  | Scottish League Cup 2017/18–2. Runde | 9. Aug. 2017 | FC Dundee | Dundee United | 2:1 | Dens Park | 10.472 |
| Tore: | FC Dundee: Faissal El Bakhtaoui, Paul McGowan Dundee United: Billy King                                                                      | FC Dundee: Faissal El Bakhtaoui, Paul McGowan Dundee United: Billy King                                                                      | FC Dundee: Faissal El Bakhtaoui, Paul McGowan Dundee United: Billy King                                                                      | FC Dundee: Faissal El Bakhtaoui, Paul McGowan Dundee United: Billy King                                                                      | FC Dundee: Faissal El Bakhtaoui, Paul McGowan Dundee United: Billy King                                                                      | FC Dundee: Faissal El Bakhtaoui, Paul McGowan Dundee United: Billy King                                                                      | FC Dundee: Faissal El Bakhtaoui, Paul McGowan Dundee United: Billy King                                                                      |
| 169.  | Scottish Championship 2019/20 | 30. Aug. 2019 | Dundee United | FC Dundee | 6:2 | Tannadice Park | 14.108 |
| Tore: | Dundee United: Calum Butcher (2), Louis Appéré, Lawrence Shankland, Ian Harkes, Cammy Smith FC Dundee: Kane Hemmings, Andrew Nelson          | Dundee United: Calum Butcher (2), Louis Appéré, Lawrence Shankland, Ian Harkes, Cammy Smith FC Dundee: Kane Hemmings, Andrew Nelson          | Dundee United: Calum Butcher (2), Louis Appéré, Lawrence Shankland, Ian Harkes, Cammy Smith FC Dundee: Kane Hemmings, Andrew Nelson          | Dundee United: Calum Butcher (2), Louis Appéré, Lawrence Shankland, Ian Harkes, Cammy Smith FC Dundee: Kane Hemmings, Andrew Nelson          | Dundee United: Calum Butcher (2), Louis Appéré, Lawrence Shankland, Ian Harkes, Cammy Smith FC Dundee: Kane Hemmings, Andrew Nelson          | Dundee United: Calum Butcher (2), Louis Appéré, Lawrence Shankland, Ian Harkes, Cammy Smith FC Dundee: Kane Hemmings, Andrew Nelson          | Dundee United: Calum Butcher (2), Louis Appéré, Lawrence Shankland, Ian Harkes, Cammy Smith FC Dundee: Kane Hemmings, Andrew Nelson          |
| 170.  | Scottish Championship 2019/20 | 8. Nov. 2019 | FC Dundee | Dundee United | 0:2 | Dens Park | 11.233 |
| Tore: | Dundee United: Nicky Clark, Lawrence Shankland                                                                                               | Dundee United: Nicky Clark, Lawrence Shankland                                                                                               | Dundee United: Nicky Clark, Lawrence Shankland                                                                                               | Dundee United: Nicky Clark, Lawrence Shankland                                                                                               | Dundee United: Nicky Clark, Lawrence Shankland                                                                                               | Dundee United: Nicky Clark, Lawrence Shankland                                                                                               | Dundee United: Nicky Clark, Lawrence Shankland                                                                                               |
| 171.  | Scottish Championship 2019/20 | 27. Dez. 2019 | Dundee United | FC Dundee | 1:1 | Tannadice Park | 14.007 |
| Tore: | Dundee United: Nicky Clark FC Dundee: Graham Dorrans                                                                                         | Dundee United: Nicky Clark FC Dundee: Graham Dorrans                                                                                         | Dundee United: Nicky Clark FC Dundee: Graham Dorrans                                                                                         | Dundee United: Nicky Clark FC Dundee: Graham Dorrans                                                                                         | Dundee United: Nicky Clark FC Dundee: Graham Dorrans                                                                                         | Dundee United: Nicky Clark FC Dundee: Graham Dorrans                                                                                         | Dundee United: Nicky Clark FC Dundee: Graham Dorrans                                                                                         |
| 172.  | Scottish Premiership 2021/22 | 19. Sep. 2021 | Dundee United | FC Dundee | 1:0 | Tannadice Park | 12.806 |
| Tore: | Dundee United: Ian Harkes | Dundee United: Ian Harkes | Dundee United: Ian Harkes | Dundee United: Ian Harkes | Dundee United: Ian Harkes | Dundee United: Ian Harkes | Dundee United: Ian Harkes |
| 173.  | Scottish Premiership 2021/22 | 1. Feb. 2022 | FC Dundee | Dundee United | 0:0 | Dens Park | 11.273 |
| Tore: | Fehlanzeige | Fehlanzeige | Fehlanzeige | Fehlanzeige | Fehlanzeige | Fehlanzeige | Fehlanzeige |
| 174.  | Scottish Premiership 2021/22 | 9. Apr. 2022 | Dundee United | FC Dundee | 2:2 | Tannadice Park | 10.307 |
| Tore: | Dundee United: Nicky Clark, Charlie Mulgrew FC Dundee: Charlie Adam, Danny Mullen                                                            | Dundee United: Nicky Clark, Charlie Mulgrew FC Dundee: Charlie Adam, Danny Mullen                                                            | Dundee United: Nicky Clark, Charlie Mulgrew FC Dundee: Charlie Adam, Danny Mullen                                                            | Dundee United: Nicky Clark, Charlie Mulgrew FC Dundee: Charlie Adam, Danny Mullen                                                            | Dundee United: Nicky Clark, Charlie Mulgrew FC Dundee: Charlie Adam, Danny Mullen                                                            | Dundee United: Nicky Clark, Charlie Mulgrew FC Dundee: Charlie Adam, Danny Mullen                                                            | Dundee United: Nicky Clark, Charlie Mulgrew FC Dundee: Charlie Adam, Danny Mullen                                                            |
| 175.  | Scottish Premiership 2024/25 | 4. Aug. 2024 | Dundee United | FC Dundee | 2:2 | Tannadice Park | 12.616 |
| Tore: | Dundee United: Kristijan Trapanovski, Miller Thomson FC Dundee: Seb Palmer-Houlden, Luke McCowan                                             | Dundee United: Kristijan Trapanovski, Miller Thomson FC Dundee: Seb Palmer-Houlden, Luke McCowan                                             | Dundee United: Kristijan Trapanovski, Miller Thomson FC Dundee: Seb Palmer-Houlden, Luke McCowan                                             | Dundee United: Kristijan Trapanovski, Miller Thomson FC Dundee: Seb Palmer-Houlden, Luke McCowan                                             | Dundee United: Kristijan Trapanovski, Miller Thomson FC Dundee: Seb Palmer-Houlden, Luke McCowan                                             | Dundee United: Kristijan Trapanovski, Miller Thomson FC Dundee: Seb Palmer-Houlden, Luke McCowan                                             | Dundee United: Kristijan Trapanovski, Miller Thomson FC Dundee: Seb Palmer-Houlden, Luke McCowan                                             |
| 176.  | Scottish Premiership 2024/25 | 2. Jan. 2025 | FC Dundee | Dundee United | 1:2 | Dens Park | 11.585 |
| Tore: | Dundee United: Vicko Ševelj, Sam Dalby FC Dundee: Simon Murray                                                                               | Dundee United: Vicko Ševelj, Sam Dalby FC Dundee: Simon Murray                                                                               | Dundee United: Vicko Ševelj, Sam Dalby FC Dundee: Simon Murray                                                                               | Dundee United: Vicko Ševelj, Sam Dalby FC Dundee: Simon Murray                                                                               | Dundee United: Vicko Ševelj, Sam Dalby FC Dundee: Simon Murray                                                                               | Dundee United: Vicko Ševelj, Sam Dalby FC Dundee: Simon Murray                                                                               | Dundee United: Vicko Ševelj, Sam Dalby FC Dundee: Simon Murray                                                                               |
| 177.  | Scottish FA Cup 2024/25 | 20. Jan. 2025 | FC Dundee | Dundee United | 1:0 | Dens Park | 9.294 |
| Tore: | FC Dundee: Simon Murray | FC Dundee: Simon Murray | FC Dundee: Simon Murray | FC Dundee: Simon Murray | FC Dundee: Simon Murray | FC Dundee: Simon Murray | FC Dundee: Simon Murray |
| 178.  | Scottish Premiership 2024/25 | 16. März 2025 | Dundee United | FC Dundee | 2:4 | Tannadice Park | 13.000 |
| Tore: | Dundee United: Glenn Middleton, Kristijan Trapanovski FC Dundee: Jordan McGhee (2), Scott Tiffoney, Simon Murray                             | Dundee United: Glenn Middleton, Kristijan Trapanovski FC Dundee: Jordan McGhee (2), Scott Tiffoney, Simon Murray                             | Dundee United: Glenn Middleton, Kristijan Trapanovski FC Dundee: Jordan McGhee (2), Scott Tiffoney, Simon Murray                             | Dundee United: Glenn Middleton, Kristijan Trapanovski FC Dundee: Jordan McGhee (2), Scott Tiffoney, Simon Murray                             | Dundee United: Glenn Middleton, Kristijan Trapanovski FC Dundee: Jordan McGhee (2), Scott Tiffoney, Simon Murray                             | Dundee United: Glenn Middleton, Kristijan Trapanovski FC Dundee: Jordan McGhee (2), Scott Tiffoney, Simon Murray                             | Dundee United: Glenn Middleton, Kristijan Trapanovski FC Dundee: Jordan McGhee (2), Scott Tiffoney, Simon Murray                             |

## Die erfolgreichsten Torschützen
Berücksichtigt wurden Spieler mit mindestens fünf Toren. Bei Torgleichheit wird nach der alphabetischen Reihenfolge sortiert.
| Torschütze       | Verein(e)               | League | Scottish Cup | League Cup | Total |
| ---------------- | ----------------------- | ------ | ------------ | ---------- | ----- |
| Paul Sturrock    | Dundee United           | 11     | 1            | 2          | 14    |
| Iain Ferguson    | FC Dundee Dundee United | 7 1    | - 3          | - 1        | 12    |
| Kenny Cameron    | Dundee United FC Dundee | 6 2    | -            | - 2        | 10    |
| Eamonn Bannon    | Dundee United           | 7      | 2            | -          | 9     |
| Ian Mitchell     | Dundee United           | 8      | -            | 1          | 9     |
| Andy Campbell    | FC Dundee               | 8      | -            | -          | 8     |
| Billy Dodds      | Dundee United FC Dundee | 5 2    | - 1          | -          | 8     |
| Ralph Milne      | Dundee United           | 8      | -            | -          | 8     |
| Jocky Scott      | FC Dundee               | 8      | -            | -          | 8     |
| Keith Wright     | FC Dundee               | 5      | 1            | 1          | 7     |
| John Clark       | Dundee United           | 5      | 1            | -          | 6     |
| Tommy Coyne      | FC Dundee Dundee United | 5 1    | -            | -          | 6     |
| Dennis Gillespie | Dundee United           | 5      | -            | 1          | 6     |
| Alan Gilzean     | FC Dundee               | 4      | -            | 2          | 6     |
| Gordon Wallace   | FC Dundee Dundee United | 6 -    | -            | -          | 6     |
| Paddy Connolly   | Dundee United           | 5      | -            | -          | 5     |
| Steve Lovell     | FC Dundee               | 5      | -            | -          | 5     |
| Jim McIntyre     | Dundee United           | 5      | -            | -          | 5     |
| Mixu Paatelainen | Dundee United           | 5      | -            | -          | 5     |
| Willie Pettigrew | Dundee United           | 1      | 4            | -          | 5     |